# Charité (Fernsehserie)

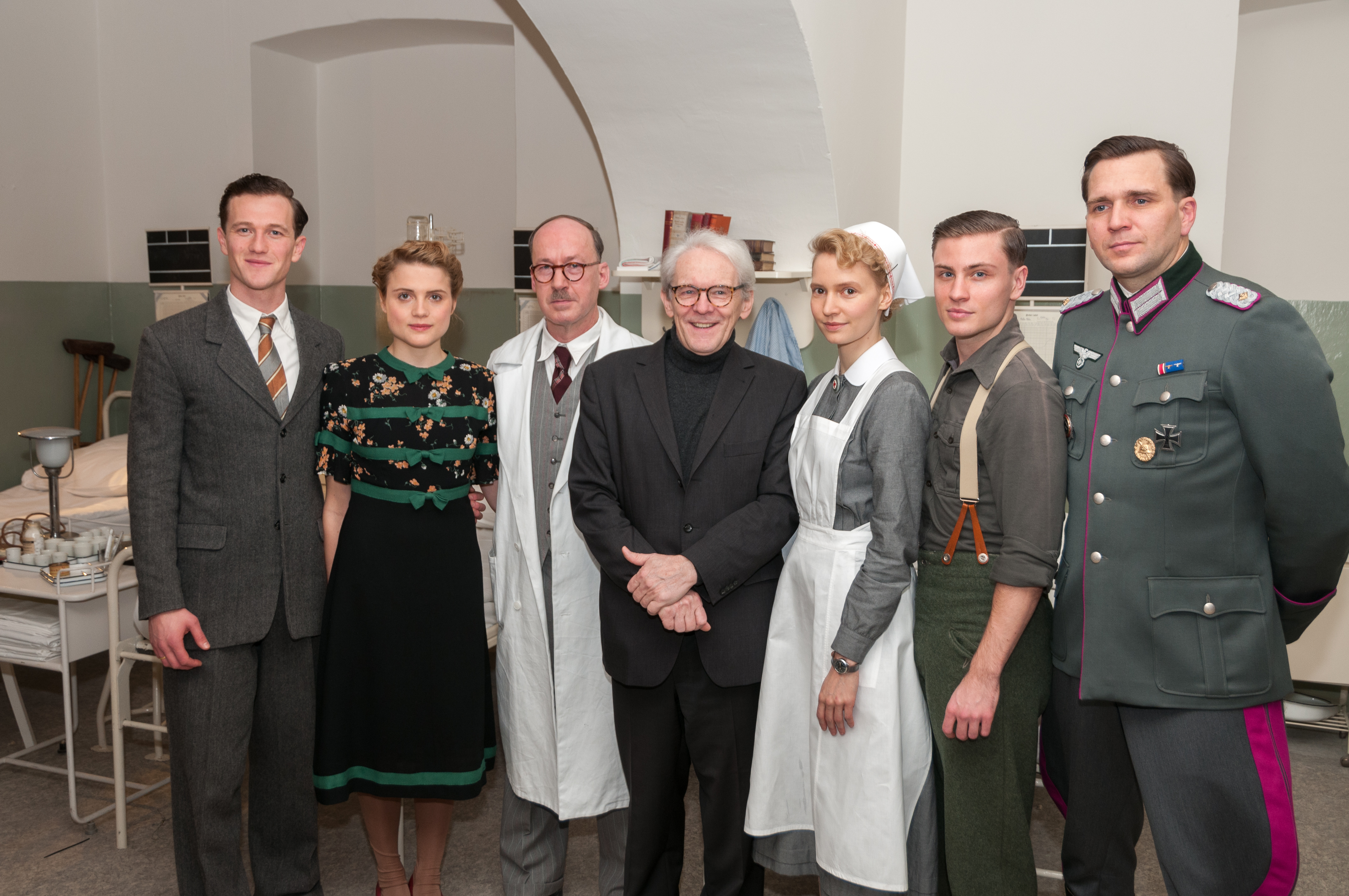
Darsteller der zweiten Staffel mit Karl Max Einhäupl, damaliger Vorstandsvorsitzender der Charité, Februar 2018

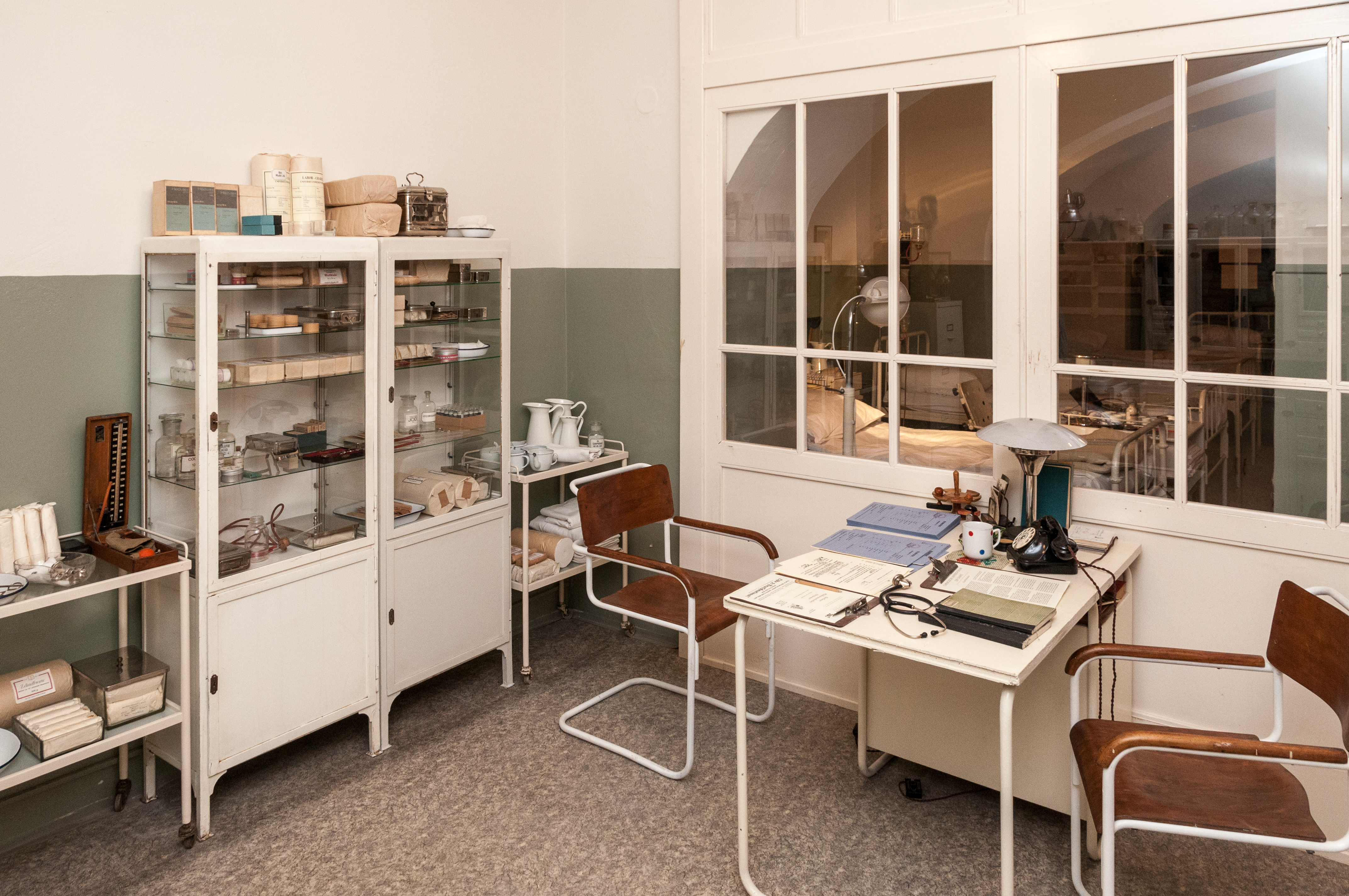
Am Set

Charité ist eine deutsche Fernsehserie nach einer Idee von Dorothee Schön und Sabine Thor-Wiedemann, die auch für die Drehbücher der ersten beiden Staffeln verantwortlich zeichneten. Handlungsort ist die namensgebende Berliner Charité, eines der bekanntesten Krankenhäuser der Welt.
Die erste Staffel unter der Regie von Sönke Wortmann spielt in den Jahren des maßgeblich an der Charité geprägten medizinischen Fortschritts am Ende des 19. Jahrhunderts. Im Mittelpunkt steht die Forschungsarbeit des „Bazillen-Vaters“ und Virologen Robert Koch. Erstausgestrahlt wurde die Staffel ab dem 21. März 2017 im Ersten.
Die zweite Staffel spielt in der Zeit des Nationalsozialismus am Ende des Zweiten Weltkrieges. Sie thematisiert stark die Arbeit des Chirurgen Ferdinand Sauerbruch. Regie führte in den sechs Folgen Anno Saul. Die Ausstrahlung begann am 19. Februar 2019.
Die dritte Staffel wurde am 12. Januar 2021 erstmals gesendet. Sie spielt während des Baus der Berliner Mauer und thematisiert die Arbeit von Otto Prokop, Ingeborg Rapoport und Helmut Kraatz.
Die vierte Staffel wurde beginnend mit dem 9. April 2024 erstmals ausgestrahlt und ist eine Zukunfts-Fiktion, die im heißen und trockenen Sommer des Jahres 2049 spielt.

## Handlung

### Staffel 1
Die erste Staffel verbindet das Wirken von Rudolph Virchow, Emil Behring, Paul Ehrlich und Robert Koch, insbesondere die Entdeckung des Tuberkulins, mit der fiktiven Geschichte um die aus einem wohlhabenden Arzthaushalt stammende, aber verwaiste und in der Folge verarmte Pflegerin Ida Lenze.

### Staffel 2
Die zweite Staffel springt in die letzten Jahre des Zweiten Weltkrieges. Der Krieg, die Naziherrschaft und das Wirken unter anderem des Chirurgen Ferdinand Sauerbruch und des Psychiaters Max de Crinis an der Charité geben den historischen Rahmen für die fiktive Handlung um eine Medizinstudentin Anni Waldhausen, ihren Ehemann Artur Waldhausen und ihren Bruder Otto Marquardt.

### Staffel 3
Die dritte Staffel beginnt um die Woche vor dem Mauerbau im Jahre 1961. Hierbei wird vor der Grenzschließung offensichtlich, wie sehr die Klinik durch Abwanderung der Ärzteschaft und des Pflegepersonals nach und nach immer mehr an ihre Kapazitätsgrenzen stößt. Auch innerhalb des Kollegiums treffen mit dem konservativen Frauenheilkundler Helmut Kraatz, der sozialistisch orientierten Kinderärztin Ingeborg Rapoport und dem fiktiven, sich nach der Freiheit des Westens sehnenden Curt Bruncken unterschiedliche Weltansichten aufeinander. In dieser Gemengelage muss die junge Ärztin Ella Wendt, die eigens von Senftenberg für die medizinische Grundversorgung herbeordert wurde, bei der renommierten Koryphäe auf dem Gebiet der Gerichtlichen Medizin, Otto Prokop, um ihre Forschungsmöglichkeiten kämpfen.

### Staffel 4
Die vierte Staffel spielt im Hochsommer 2049. Es herrschen fast unmenschlich hohe Temperaturen, eine neue Gesundheitsreform spaltet die Gesellschaft und lässt die Solidarität untereinander schwinden. Die Charité ist weiterhin die Hochburg medizinischer Exzellenz und Forschung, modernst ausgestattet. In den sechs Folgen steht das Mikrobiom und dessen Aufschlüsselung im Zentrum. 

## Hintergrund

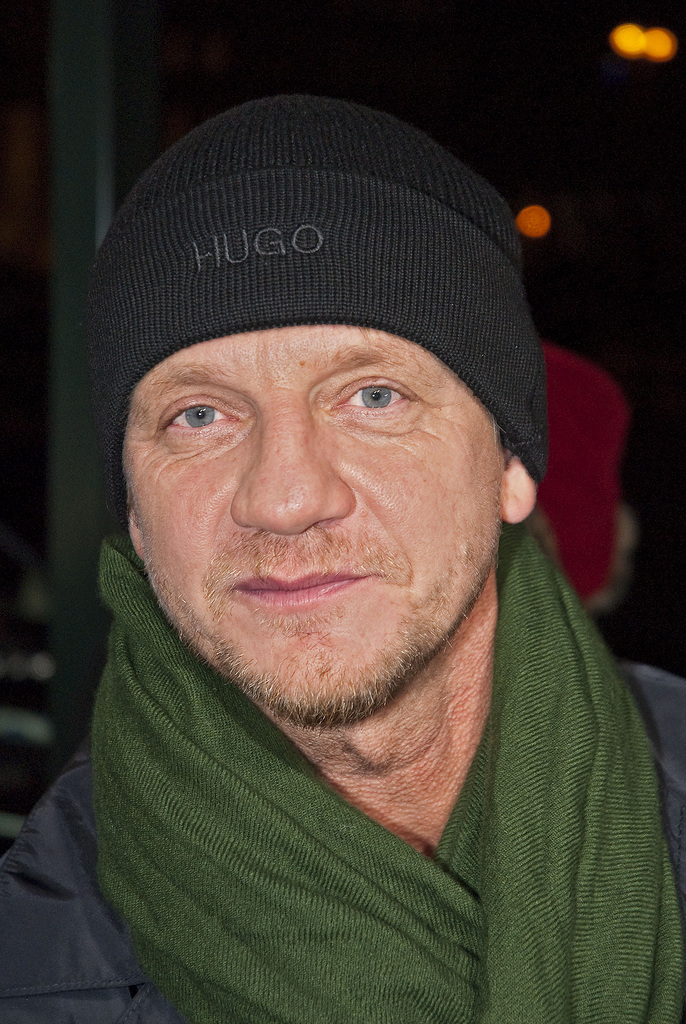
Sönke Wortmann, Regisseur der ersten Staffel
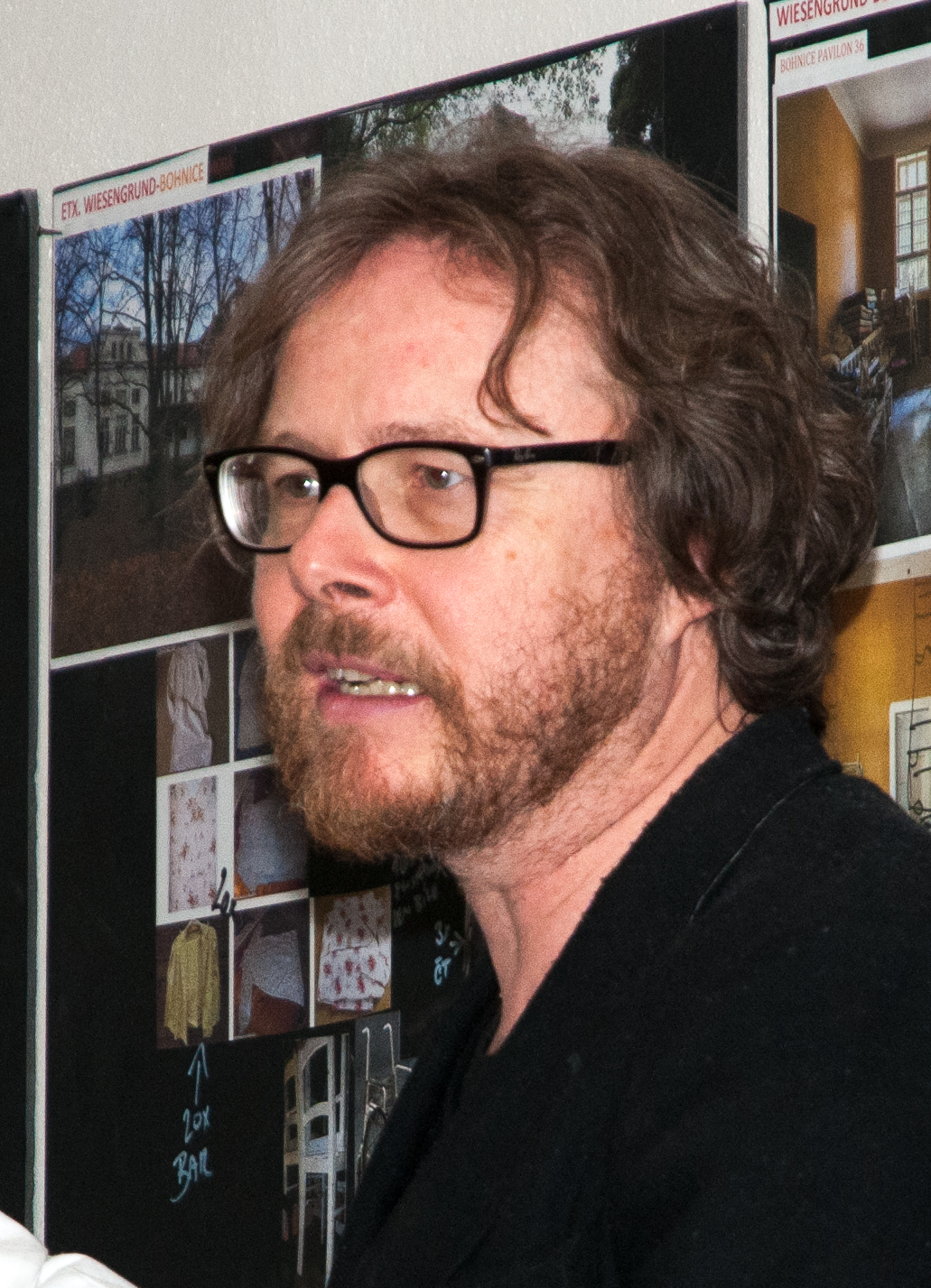
Anno Saul, Regisseur der zweiten Staffel
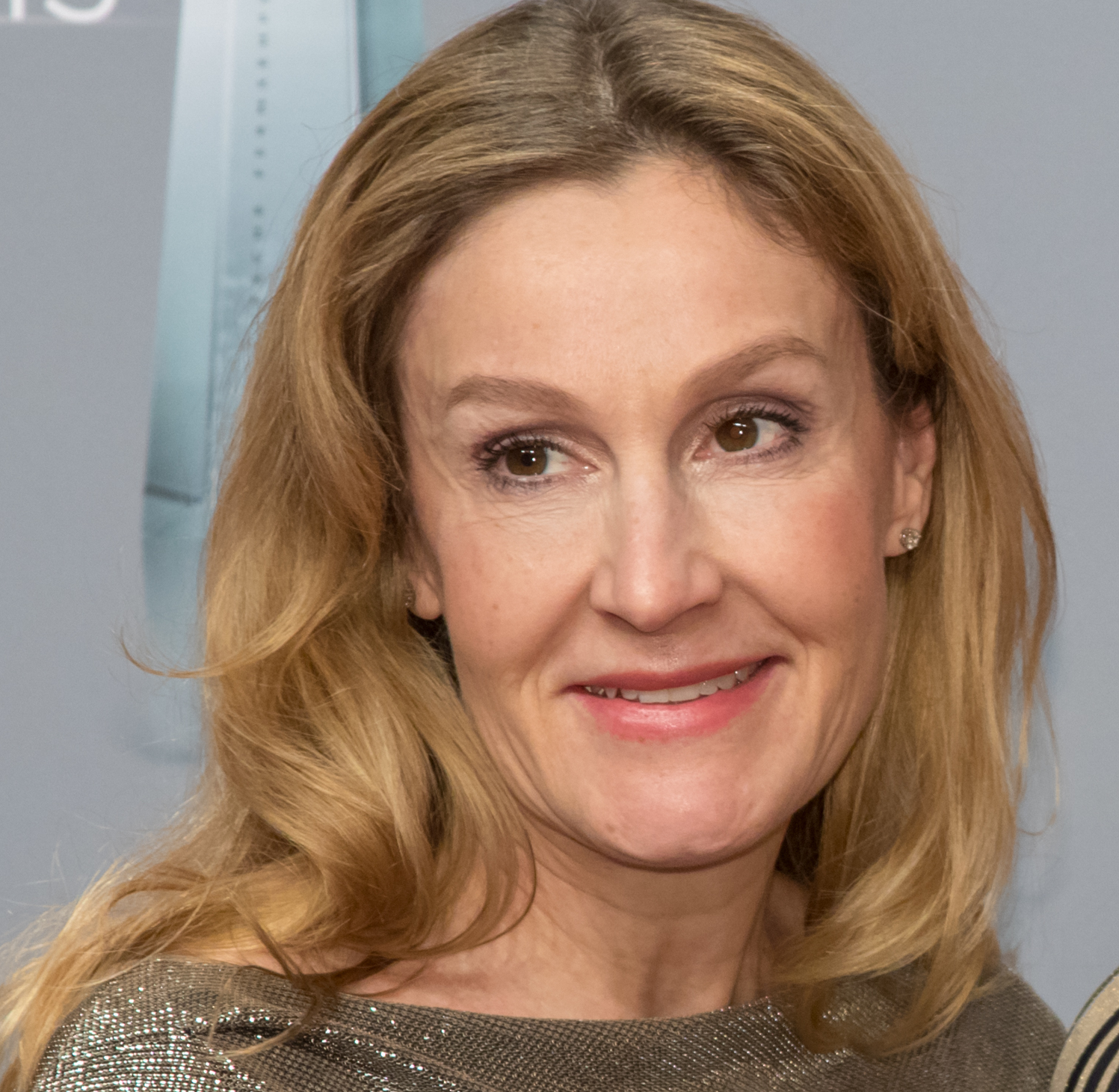
Christine Hartmann, Regisseurin der dritten Staffel
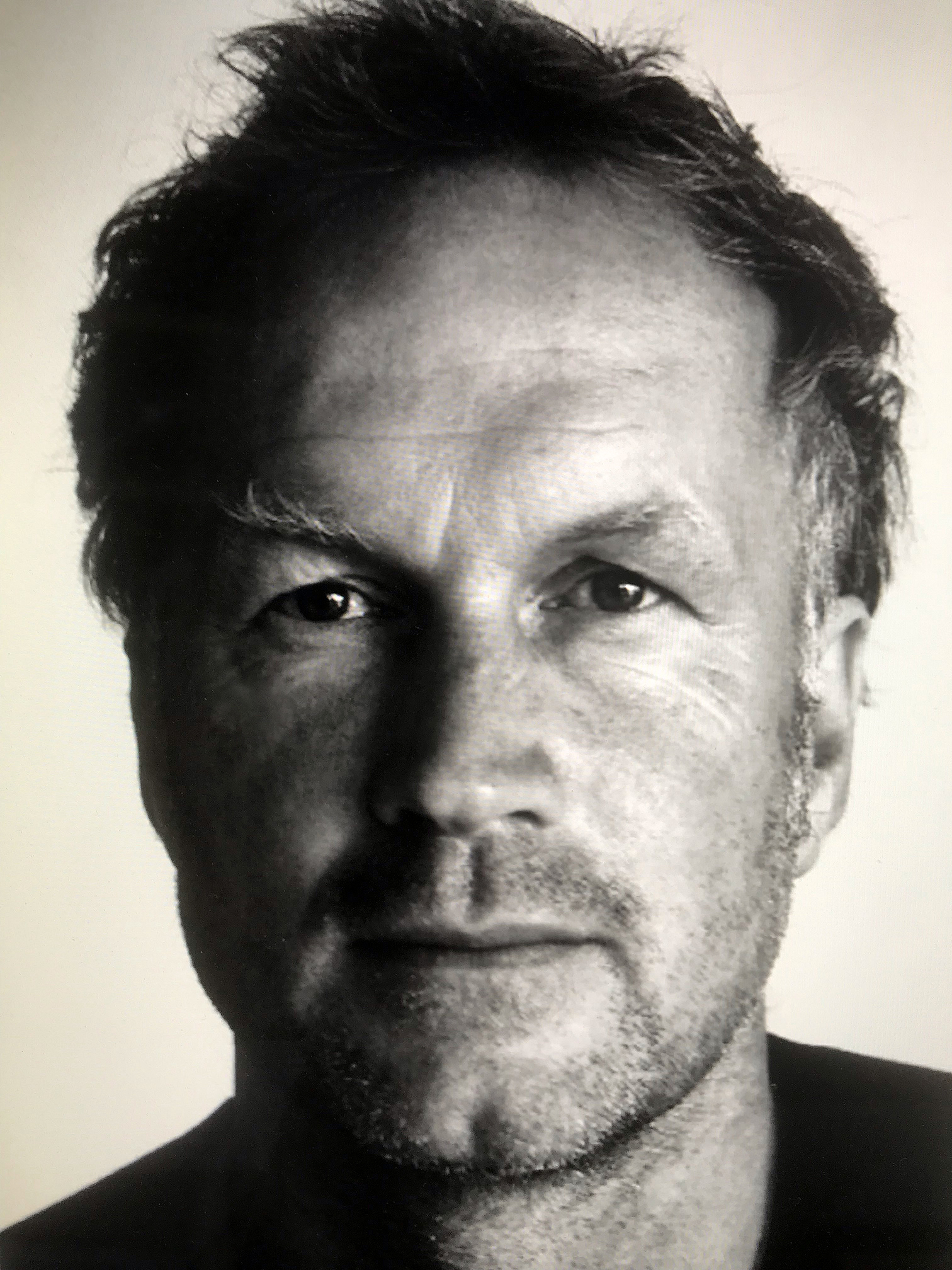
Holly Fink, Kameramann
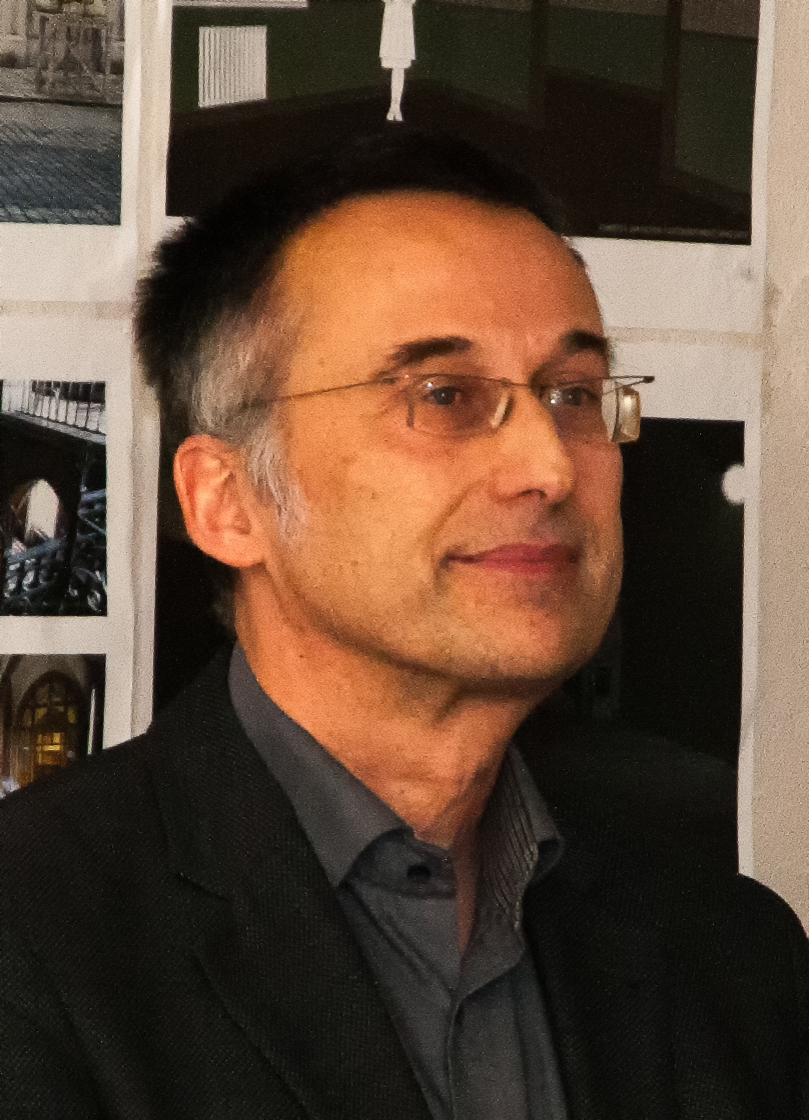
Thomas Schnalke, wissenschaftlicher Berater
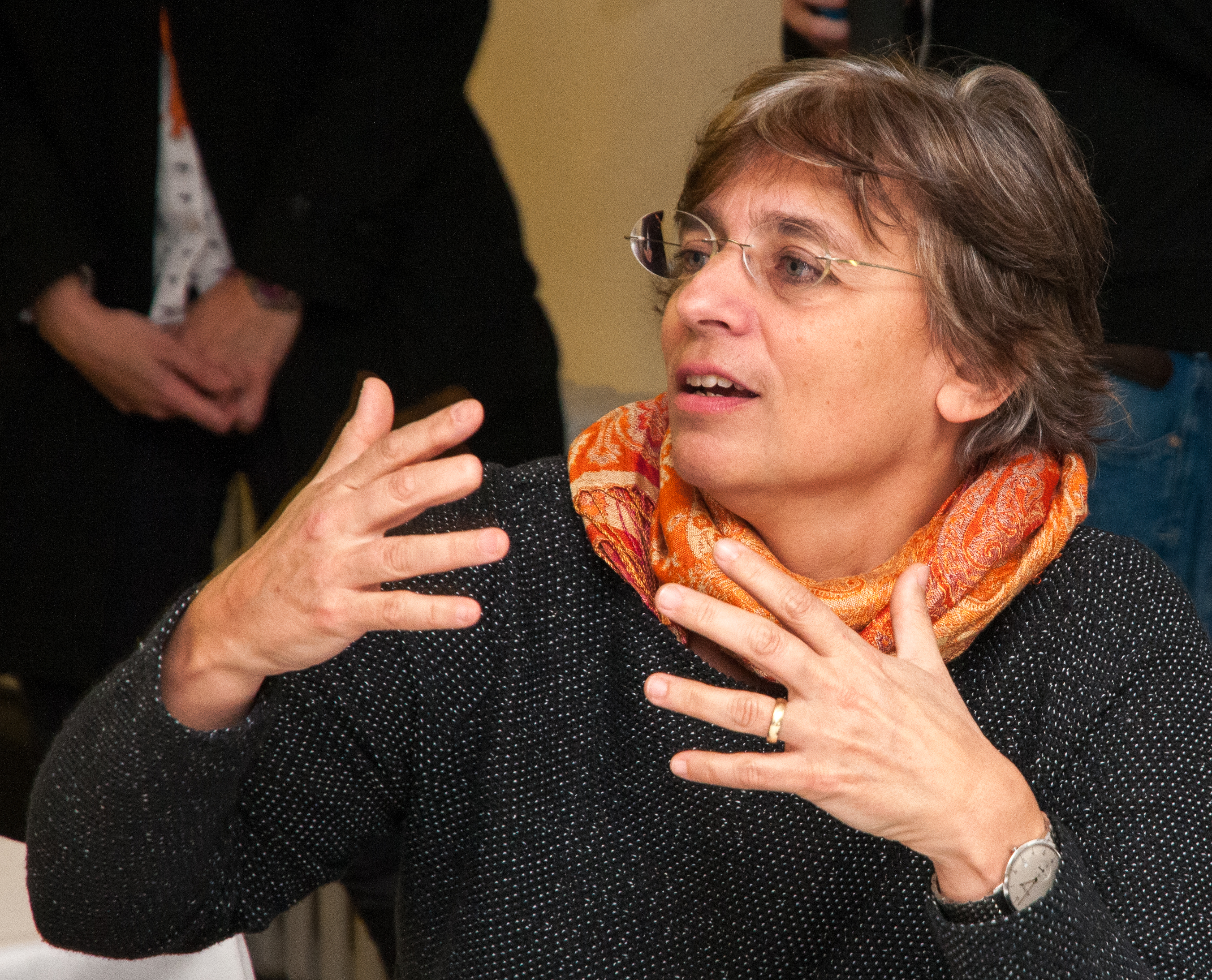
Dorothee Schön, Drehbuchautorin
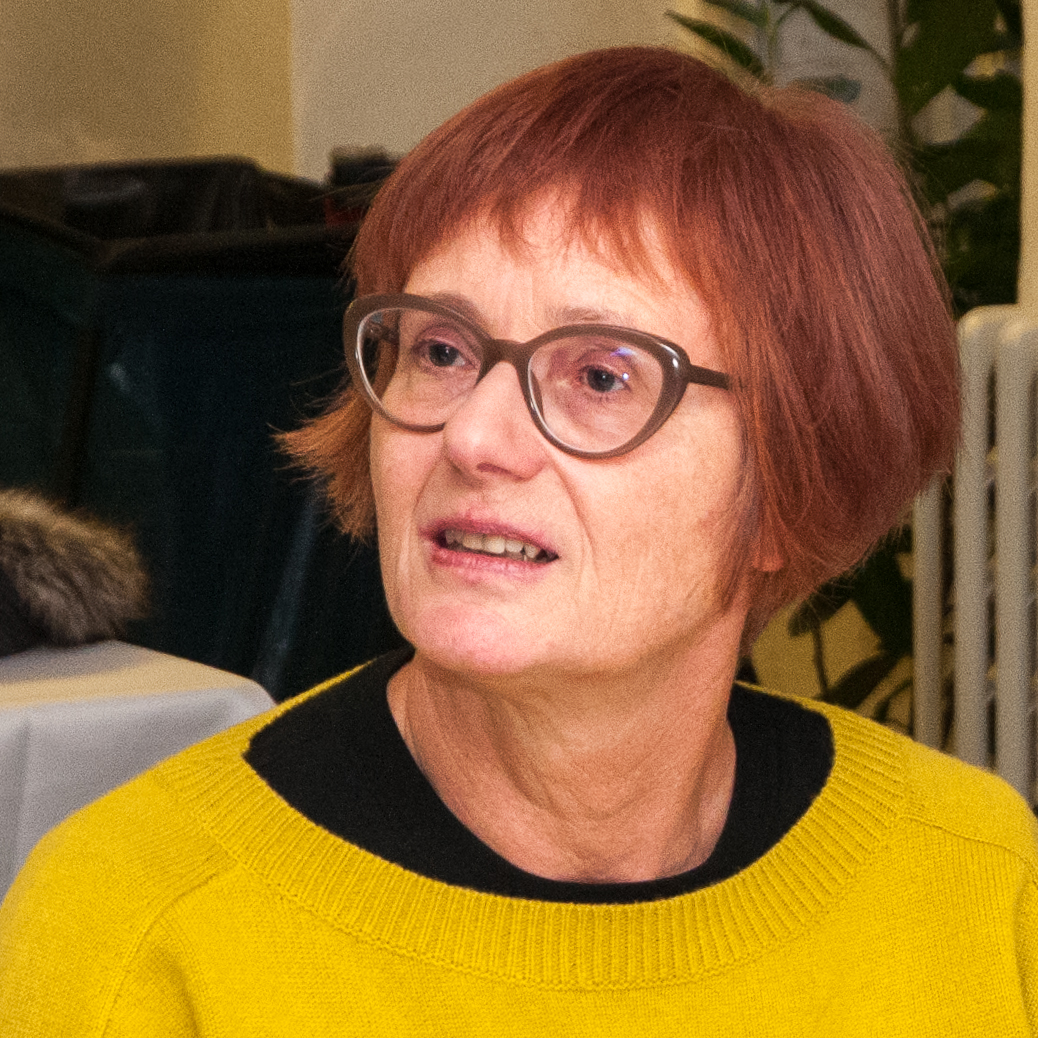
Sabine Thor-Wiedemann, Drehbuchautorin
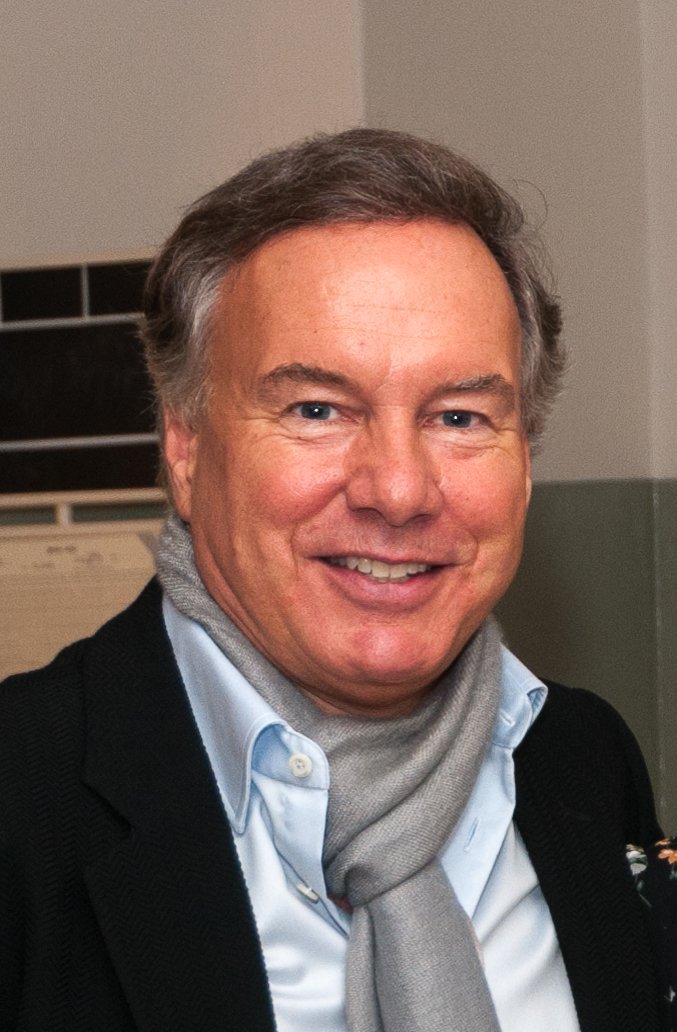
Nico Hofmann, Produzent

### Staffel 1
Laut Aussage von Nico Hofmann lag das Budget bei 1,2 Millionen Euro pro Folge. Die Drehbuchautorin Dorothee Schön wurde von den Experten Karl M. Einhäupl, dem Vorstandsvorsitzenden der Charité, und dem Direktor des Berliner Medizinhistorischen Museums, Thomas Schnalke beraten.
Die erste Staffel der Serie wurde vom 19. Oktober 2015 bis zum 31. Januar 2016 in Prag gedreht.
Die Filmcrew von Sönke Wortmann wird komplettiert durch den Production Designer Bernd Lepel (Der Untergang, Der Baader Meinhof Komplex, Borgia), die Kostümdesignerin Esther Waltz (Die Päpstin, Der Staat gegen Fritz Bauer), und die Maske von Jeanette Latzelsberger (Der Turm, Buddenbrooks).
Die Premiere fand am 13. März 2017 im Langenbeck-Virchow-Haus statt.

### Staffel 2
Nur einen Tag nach der Erstausstrahlung der ersten Staffel gab die ARD bekannt, dass bereits an den Drehbüchern für die zweite Staffel geschrieben werde. Die Dreharbeiten begannen Ende November 2017, Regie führte Anno Saul.
Die zweite Staffel zeigt das Krankenhaus in der Zeit des Nationalsozialismus am Ende des Krieges. Wegen des großen Zeitsprungs wurde die gesamte Besetzung im Vergleich zur ersten Staffel ausgetauscht.
Zur historischen Einordnung zeigte die ARD direkt nach den als Block gesendeten ersten beiden Folgen eine Dokumentation von Dagmar Wittmers, Die Charité – Medizin unterm Hakenkreuz, in der Medizinhistoriker über die von den Nationalsozialisten angestrebte rassistische Pseudomedizin und deren Förderung durch viele Ärzte berichten. Auch auf die Personalpolitik der Charité-Leitung wird eingegangen.
Die Premiere fand am 28. Januar 2019 im Berliner Zoo Palast statt.

### Staffel 4
Die Staffel wurde nach Drehbüchern von Tanja Bubbel und Rebecca Martin, unterstützt von medizinischer Fachberatung, entwickelt. Die Dreharbeiten für die neue Staffel haben unter der Regie von Esther Bialas hauptsächlich in Lissabon stattgefunden.

## Besetzung

### Staffel 1

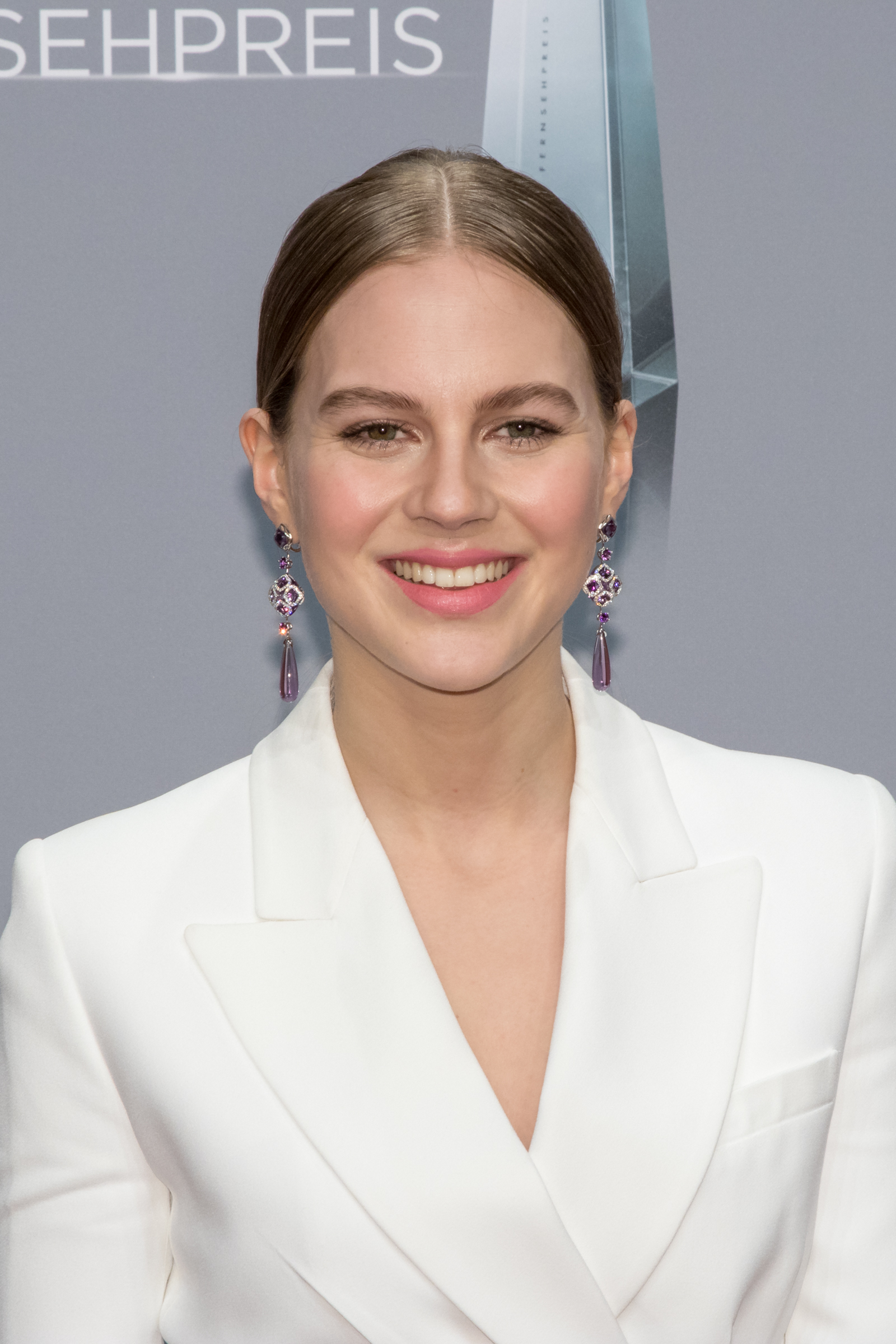
Alicia von Rittberg spielt Ida Lenze
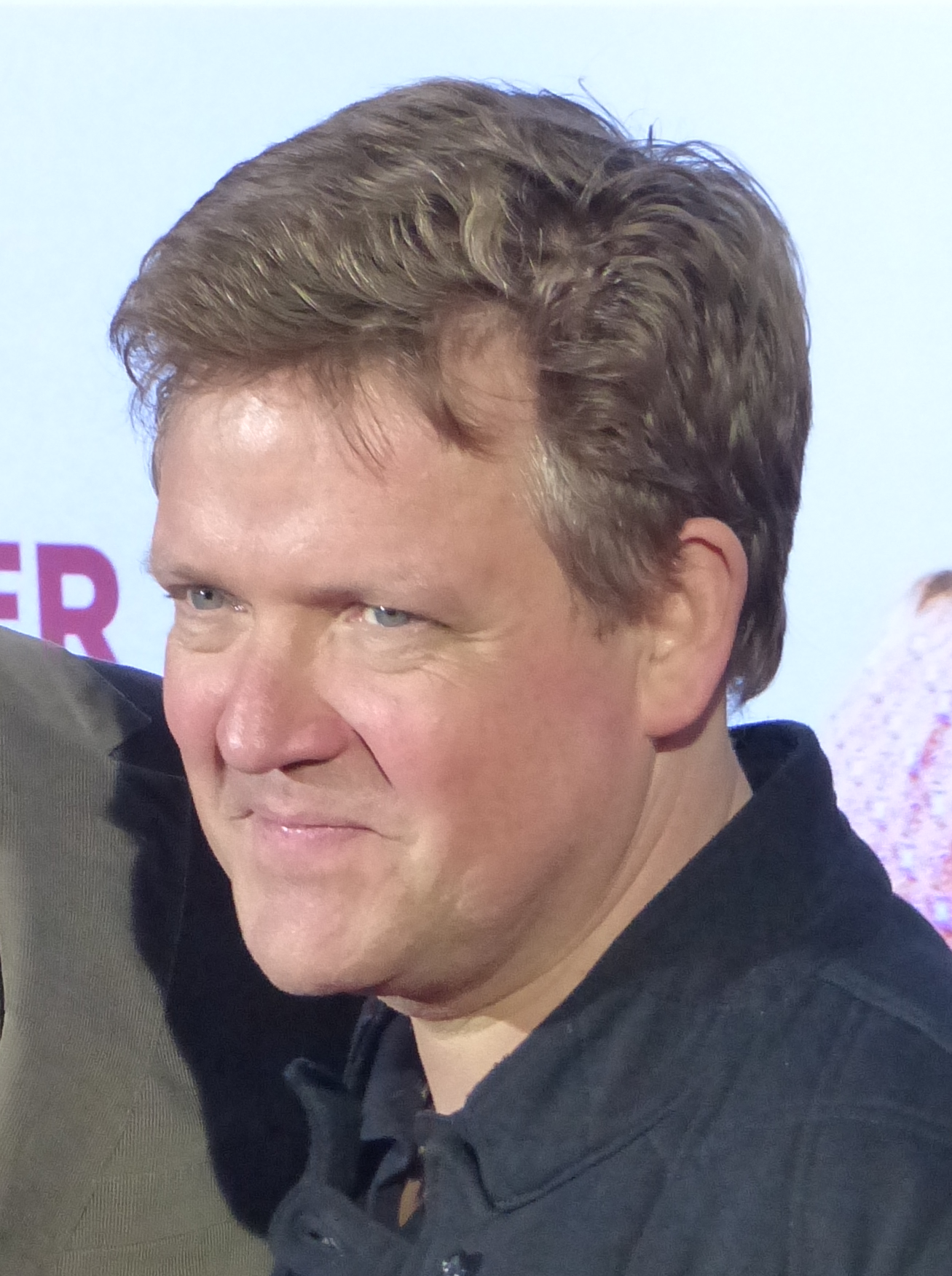
Justus von Dohnányi spielt Robert Koch
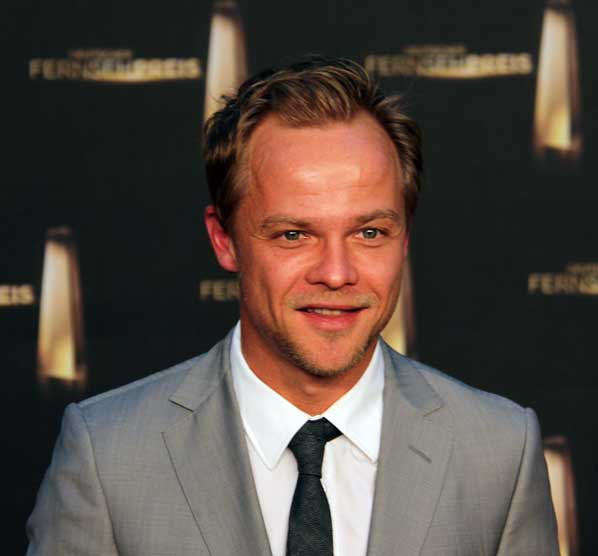
Matthias Koeberlin spielt Emil Behring
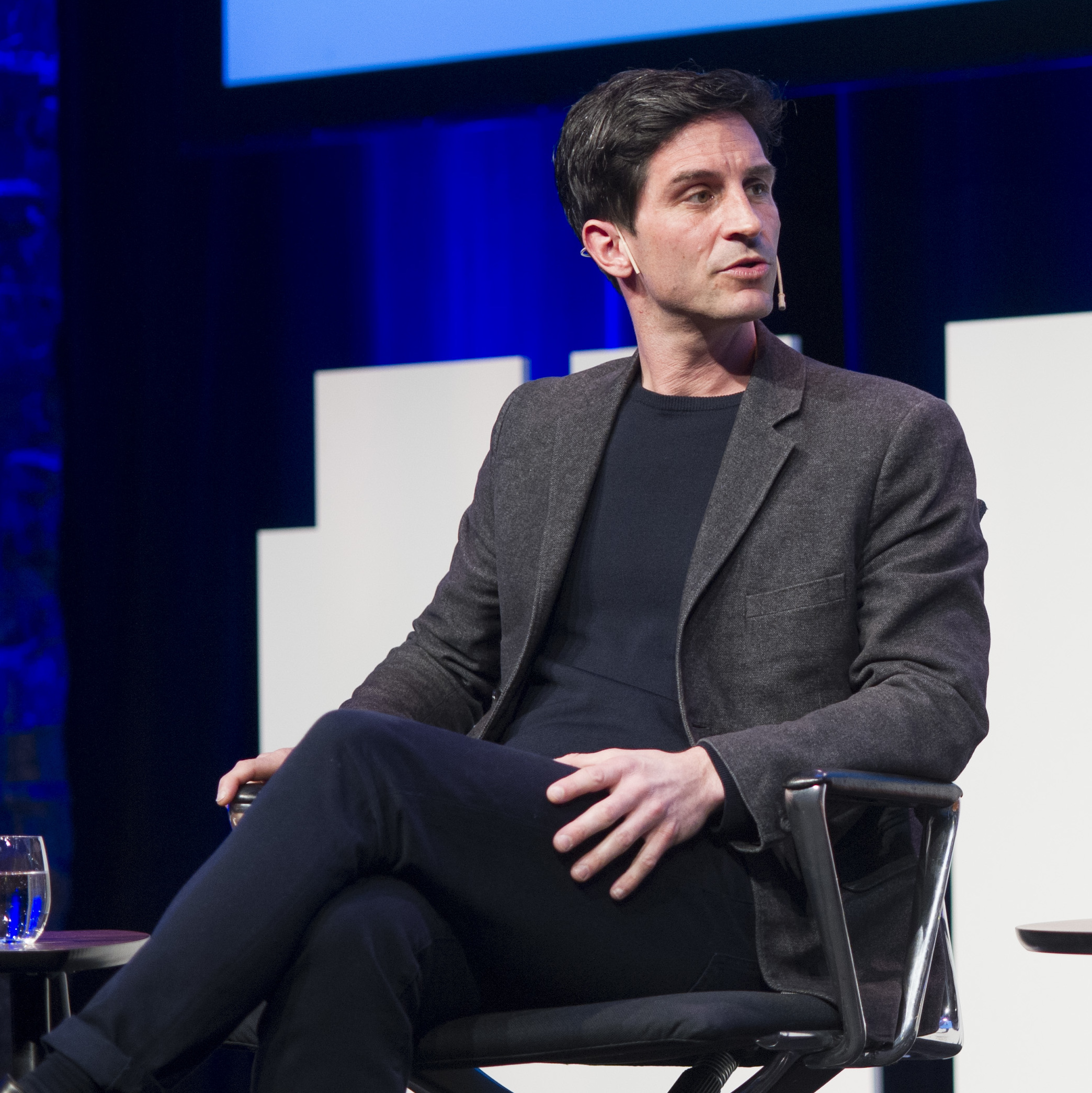
Christoph Bach spielt Paul Ehrlich
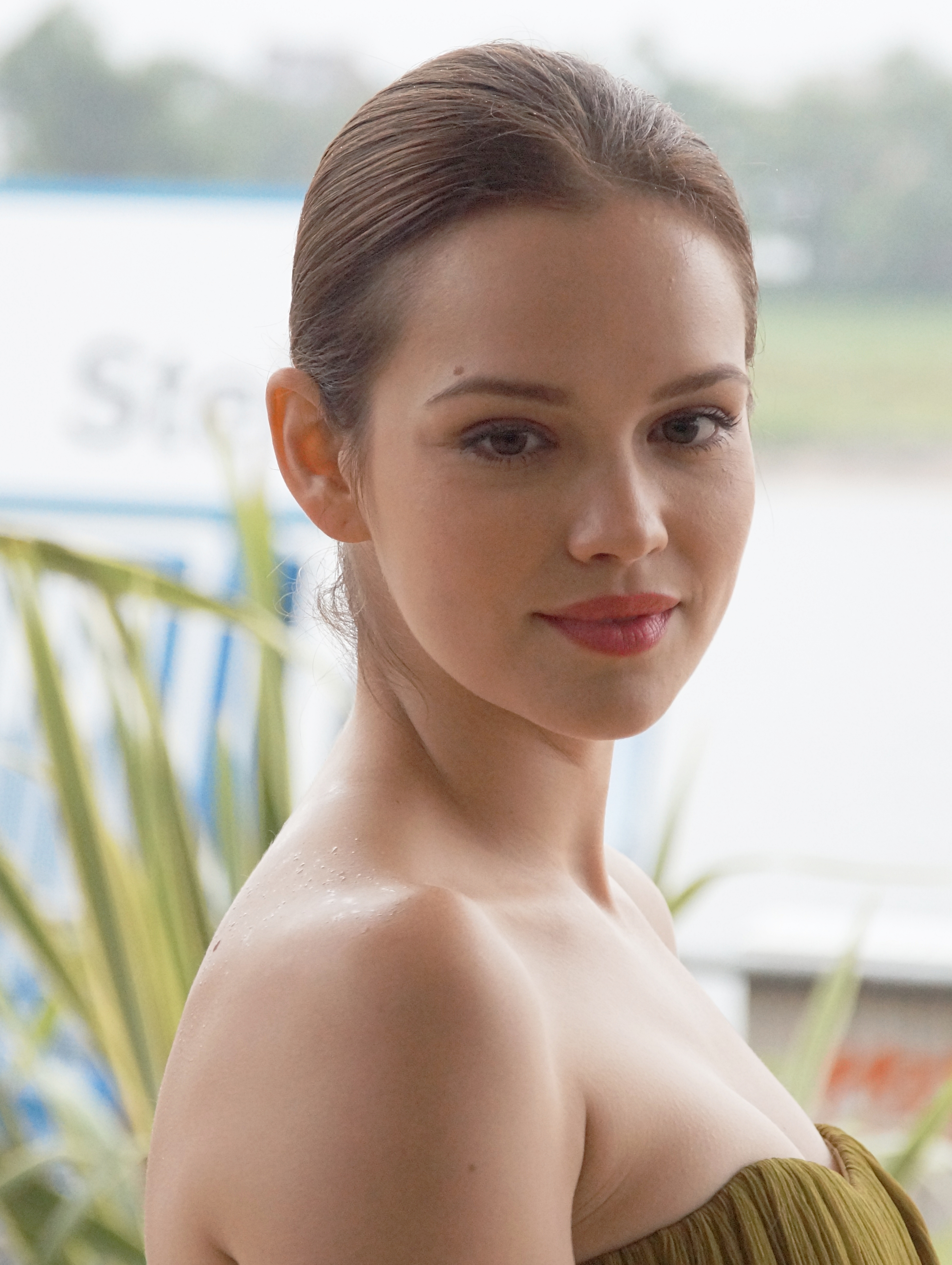
Emilia Schüle spielt Hedwig Freiberg
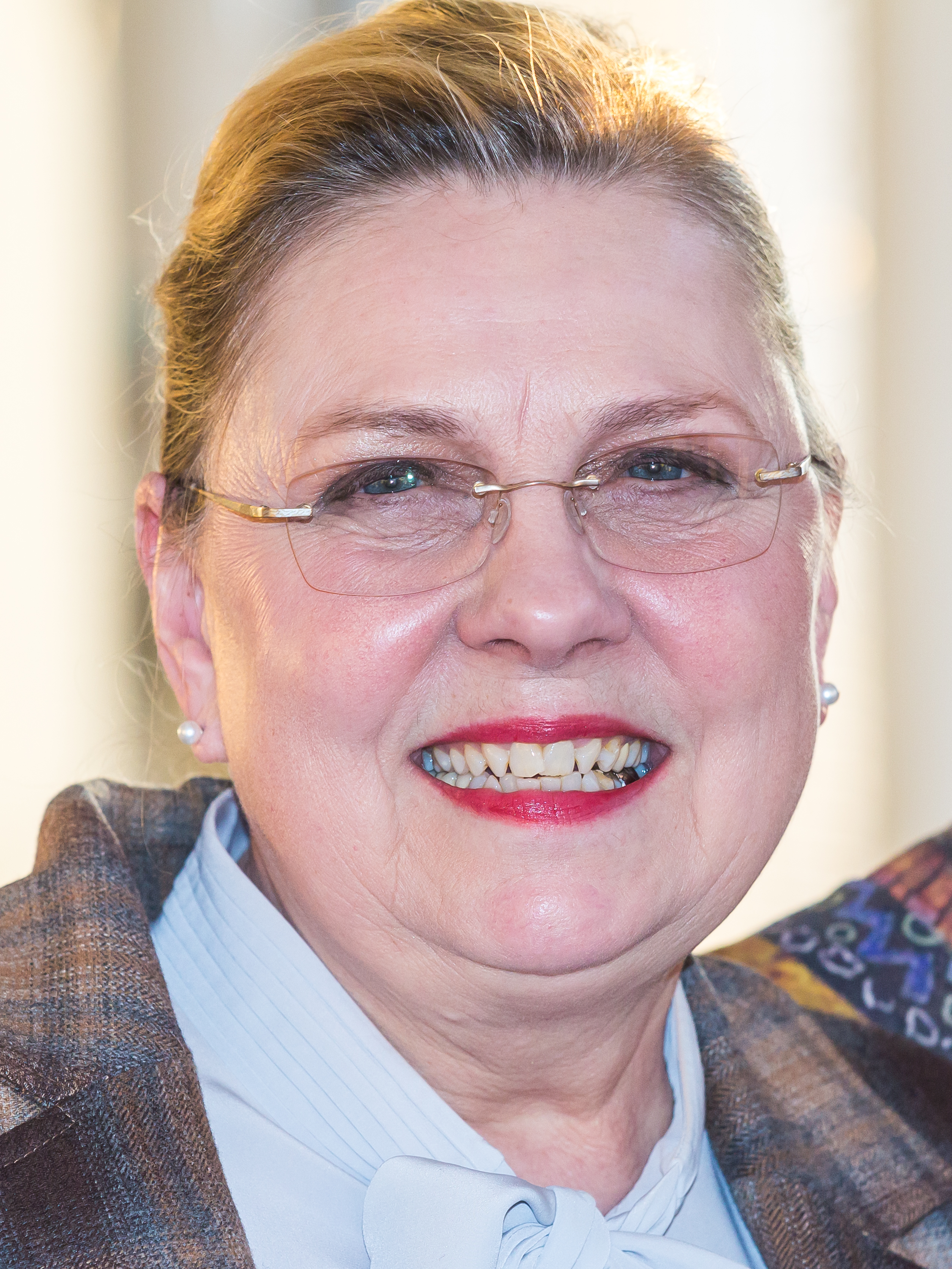
Ramona Kunze-Libnow spielt Oberin Martha

| Schauspieler                   | Rolle                  |
| ------------------------------ | ---------------------- |
| Alicia von Rittberg            | Ida Lenze              |
| Maximilian Meyer-Bretschneider | Georg Tischendorf      |
| Justus von Dohnányi            | Robert Koch            |
| Matthias Koeberlin             | Emil Behring           |
| Christoph Bach                 | Paul Ehrlich           |
| Ernst Stötzner                 | Rudolf Virchow         |
| Matthias Brenner               | Ernst von Bergmann     |
| Thomas Loibl                   | Bernhard Spinola       |
| Emilia Schüle                  | Hedwig Freiberg        |
| Ramona Kunze-Libnow            | Oberin Martha          |
| Klara Deutschmann              | Schwester Therese      |
| Tanja Schleiff                 | Wärterin Edith         |
| Monika Oschek                  | Wärterin Stine         |
| Daniel Sträßer                 | Heinrich von Minckwitz |
| Greta Bohacek                  | Mariechen              |
| Stella Hilb                    | Hedda Ehrlich          |
| Lucas Prisor                   | Kaiser Wilhelm II.     |
| Runa Greiner                   | Else Spinola           |
| Rosa Enskat                    | Emmi Koch              |
| Yusuke Yamasaki                | Kitasato Shibasaburō   |
| Michael Pitthan                | Arthur Conan Doyle     |
| Thomas Zielinski               | Carl Hagenbeck         |

### Staffel 2

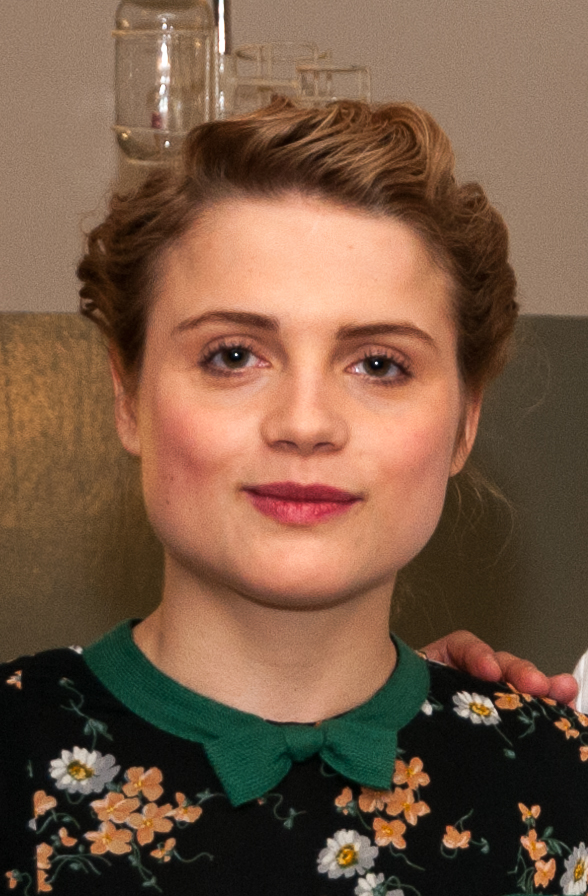
Mala Emde spielt Anni Waldhausen
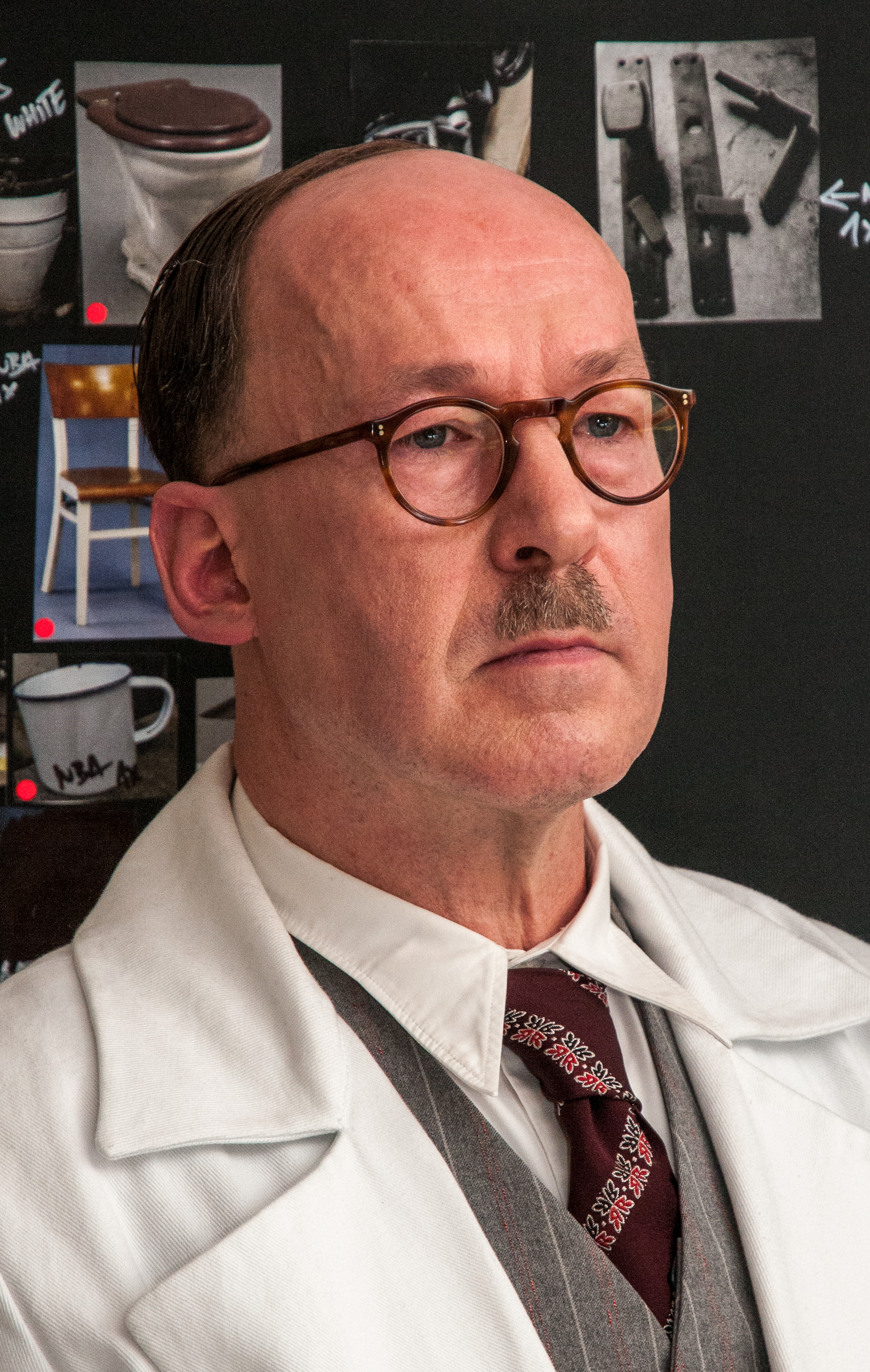
Ulrich Noethen spielt Ferdinand Sauerbruch
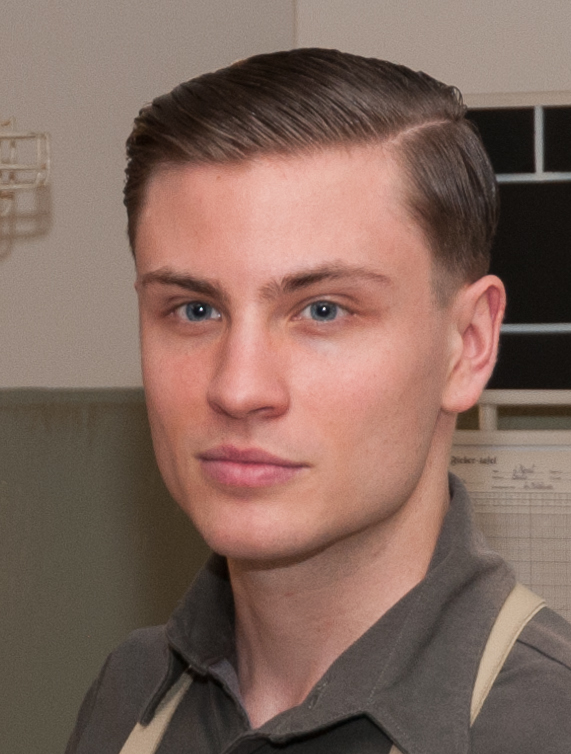
Jannik Schümann spielt Otto Marquardt
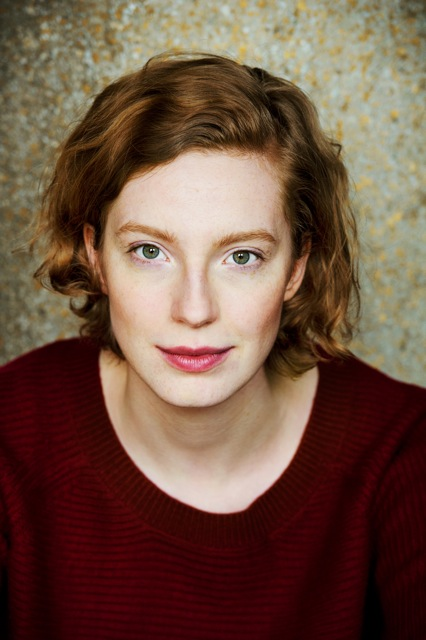
Luise Wolfram spielt Margot Sauerbruch
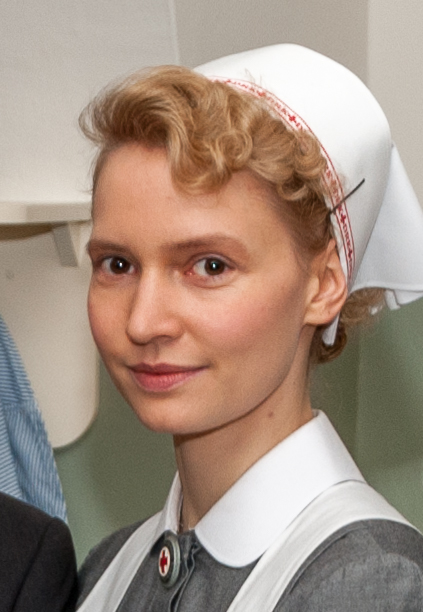
Frida-Lovisa Hamann spielt Schwester Christel
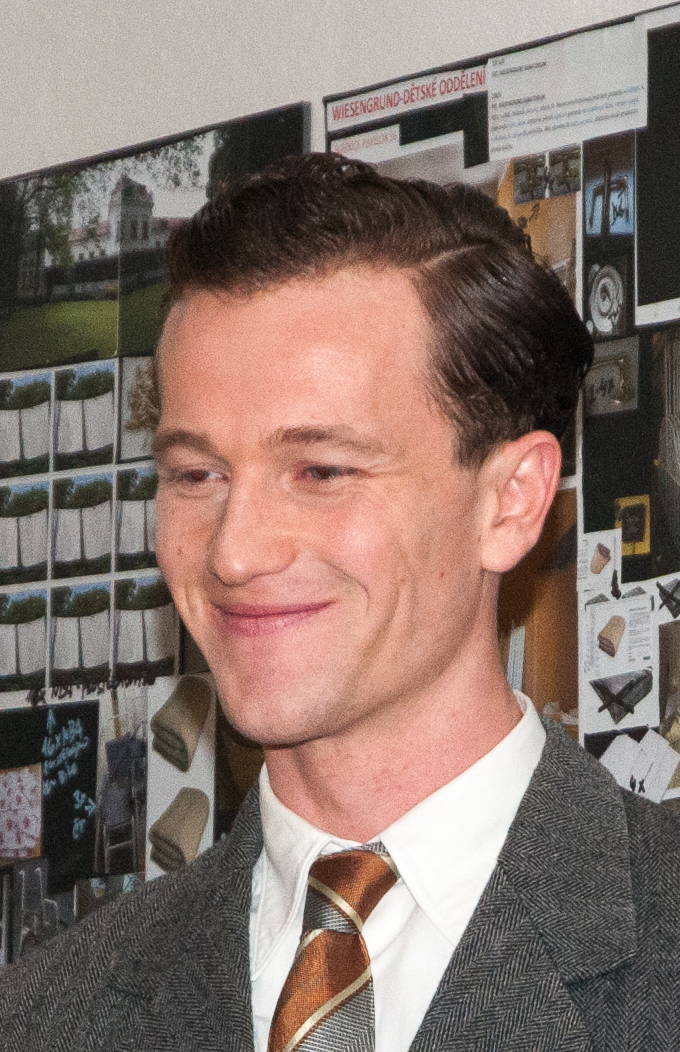
Artjom Gilz spielt Artur Waldhausen
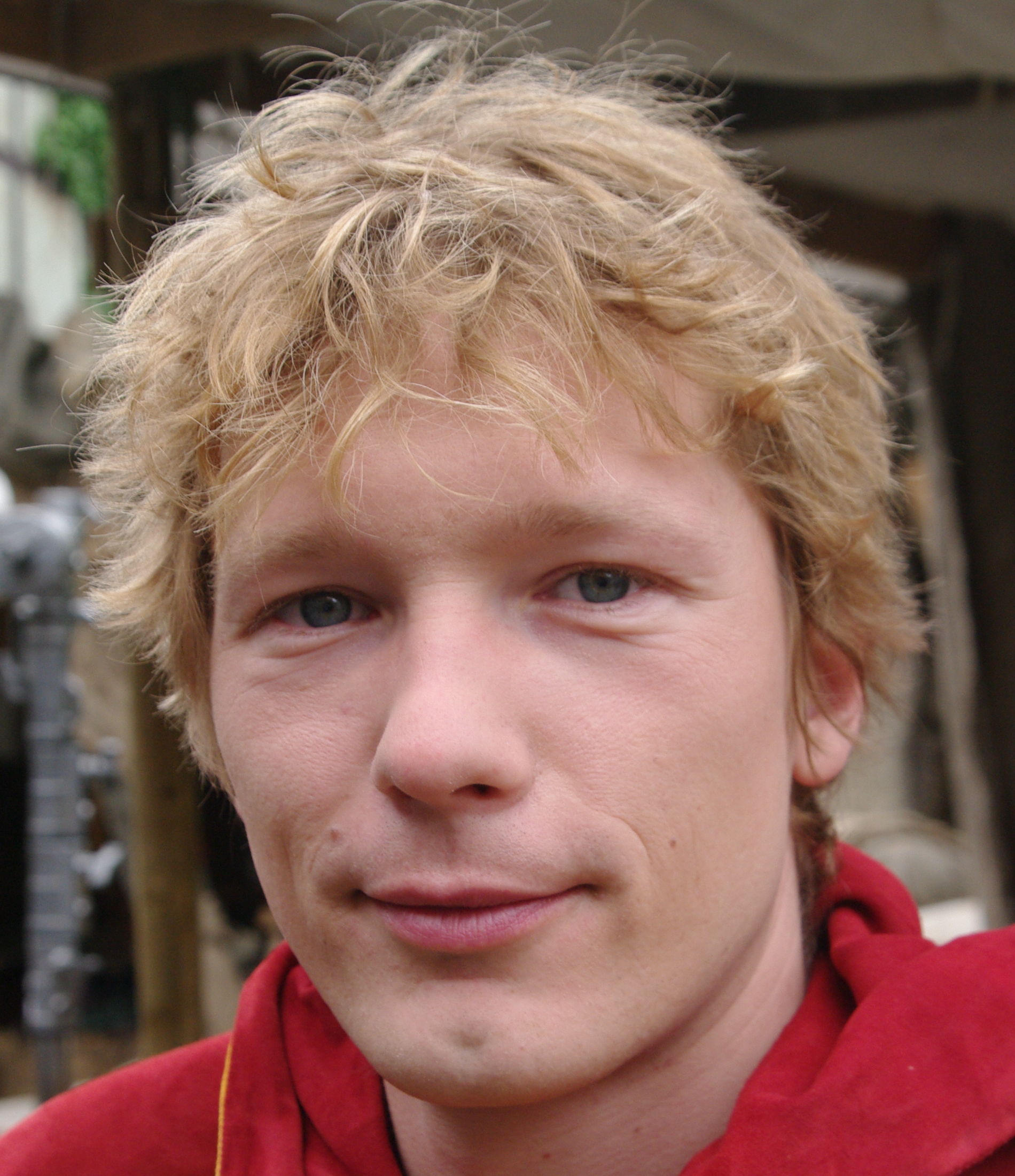
Jacob Matschenz spielt Martin Schelling
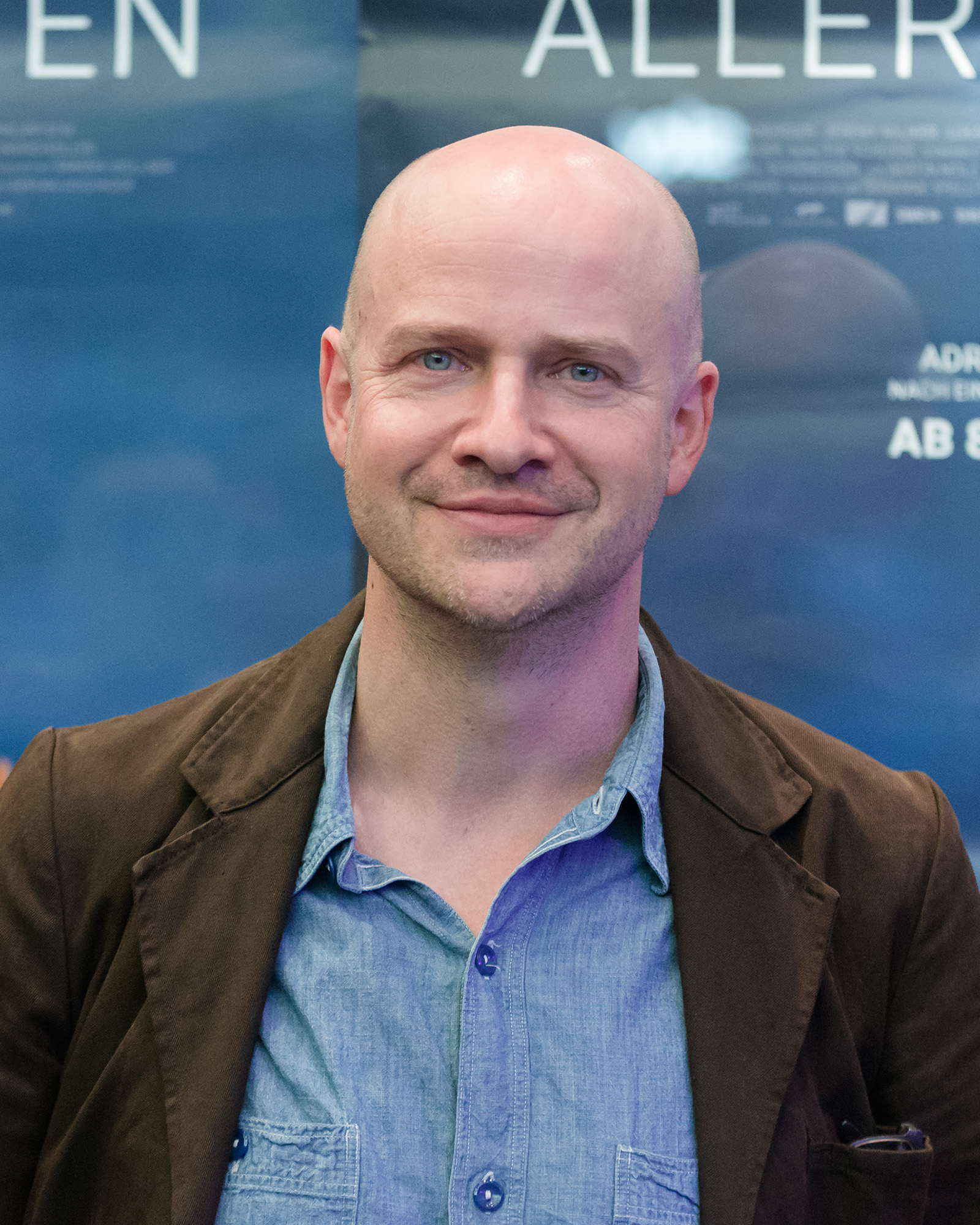
Lukas Miko spielt Max de Crinis

| Schauspieler        | Rolle                              |
| ------------------- | ---------------------------------- |
| Mala Emde           | Anni Waldhausen                    |
| Ulrich Noethen      | Ferdinand Sauerbruch               |
| Jannik Schümann     | Otto Marquardt                     |
| Luise Wolfram       | Margot Sauerbruch                  |
| Artjom Gilz         | Artur Waldhausen                   |
| Jacob Matschenz     | Martin Schelling                   |
| Frida-Lovisa Hamann | Schwester Christel                 |
| Susanne Böwe        | Schwester Käthe                    |
| Lukas Miko          | Max de Crinis                      |
| Hans Löw            | Adolphe Jung                       |
| Sarah Bauerett      | Maria Fritsch                      |
| Marek Harloff       | Fritz Kolbe                        |
| Peter Kremer        | Georg Bessau                       |
| Max von Pufendorf   | Hans von Dohnanyi                  |
| Katharina Heyer     | Magda Goebbels                     |
| Pierre Kiwitt       | Claus Schenk Graf von Stauffenberg |
| Anja Schneider      | Christine von Dohnanyi             |
| Thomas Neumann      | Karl Bonhoeffer                    |
| Ludwig Simon        | Paul Lohmann                       |

### Staffel 3

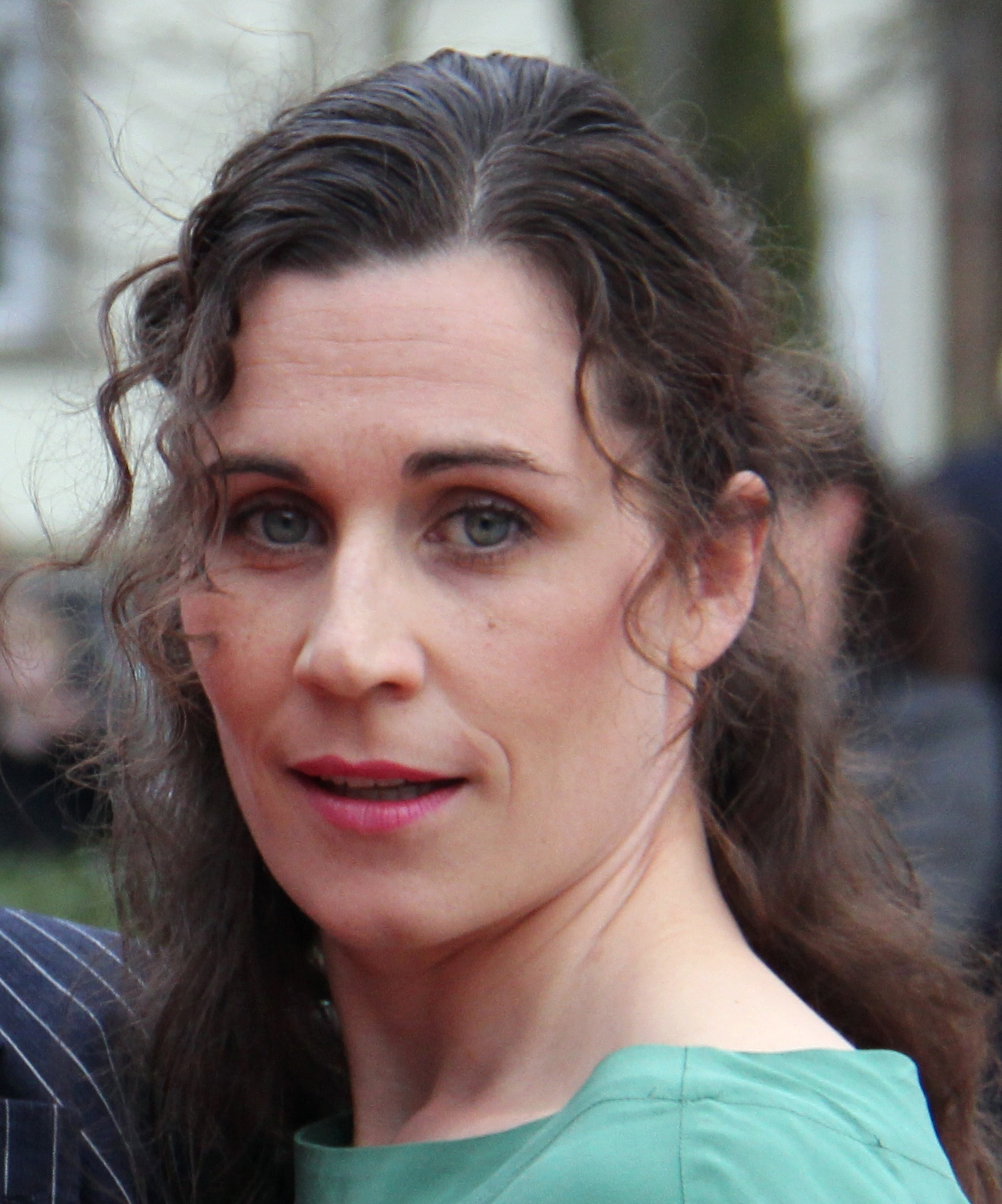
Nina Kunzendorf spielt Ingeborg Rapoport
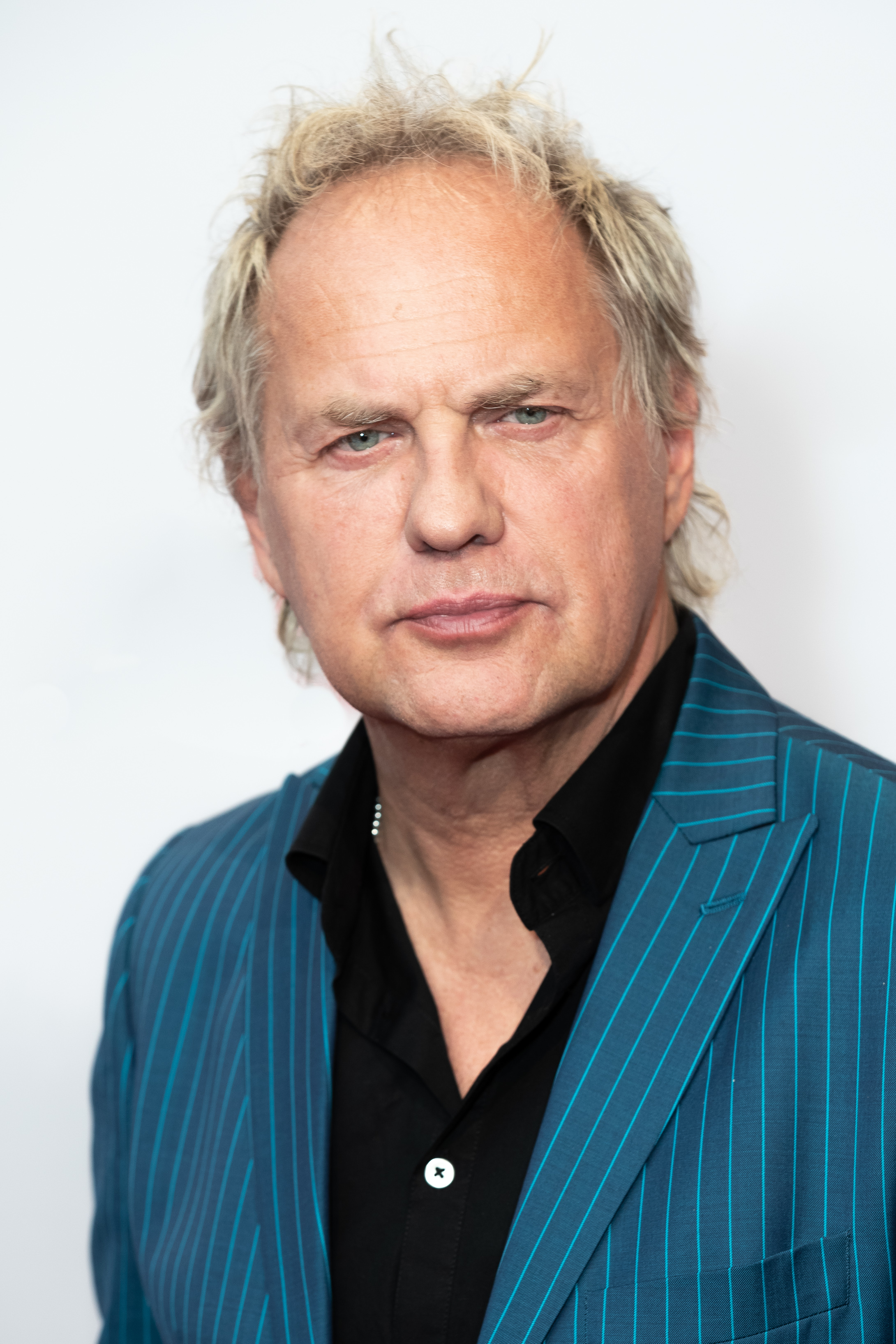
Uwe Ochsenknecht spielt Helmut Kraatz
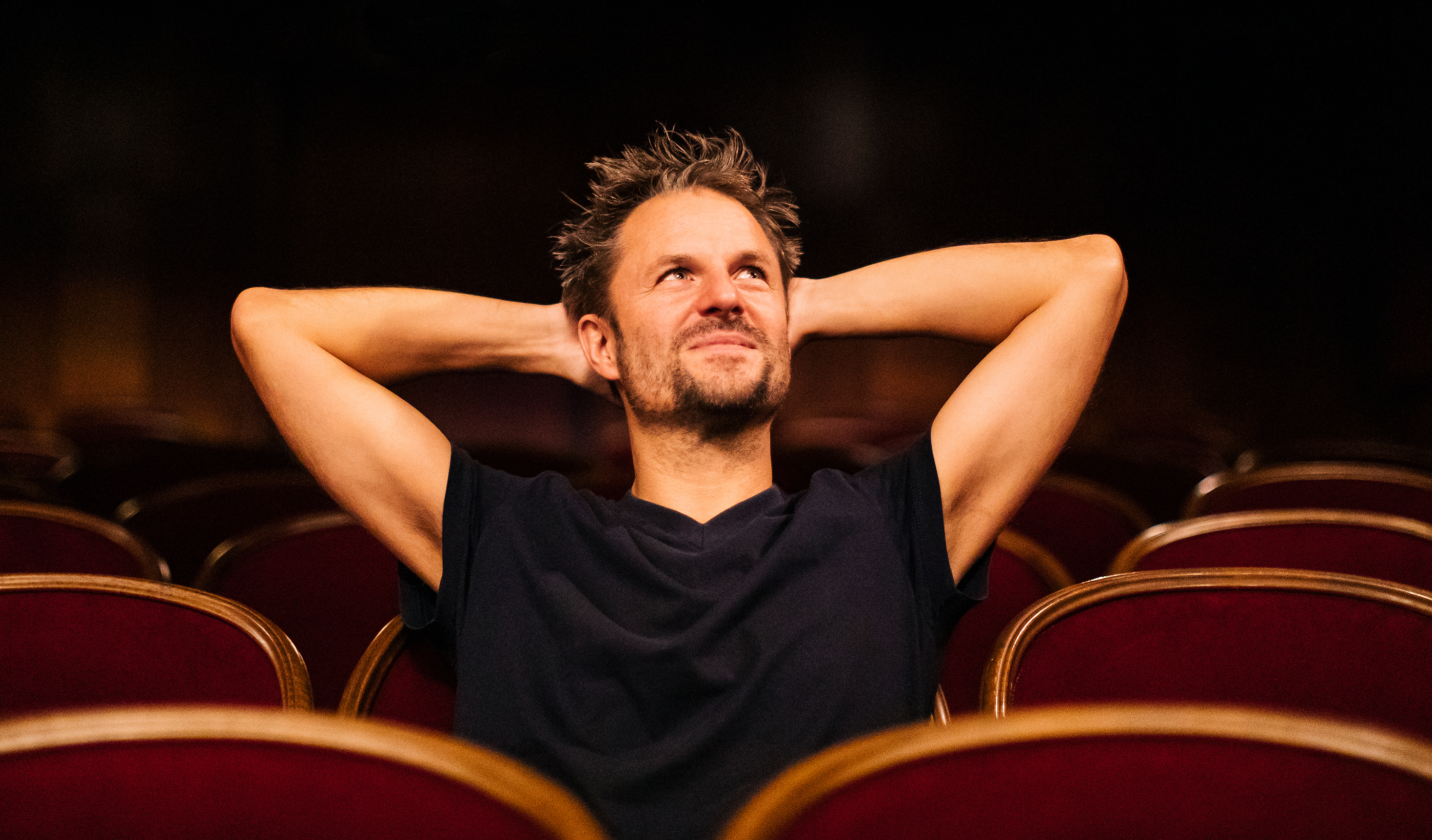
Philipp Hochmair spielt Otto Prokop
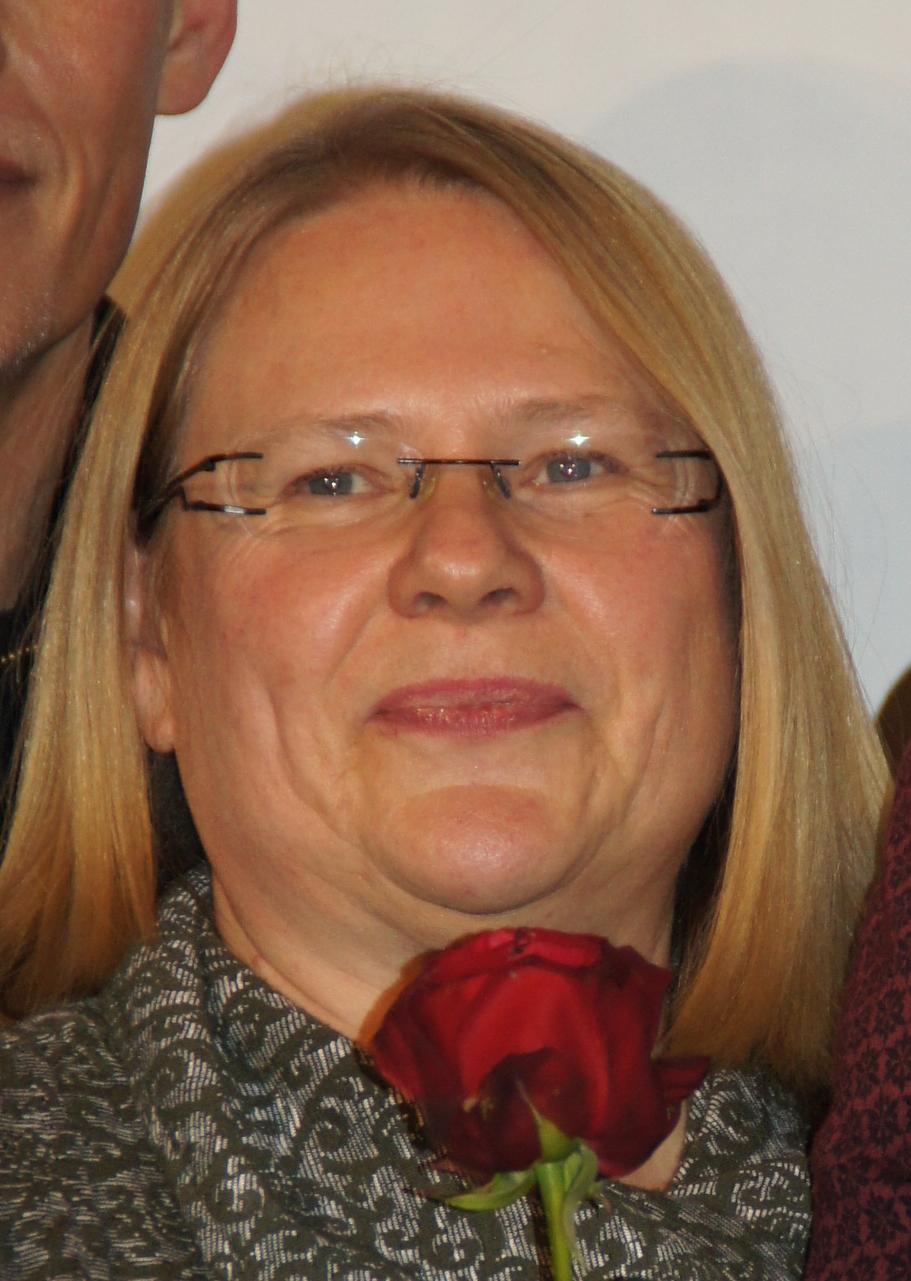
Hildegard Schroedter spielt Oberschwester Gerda
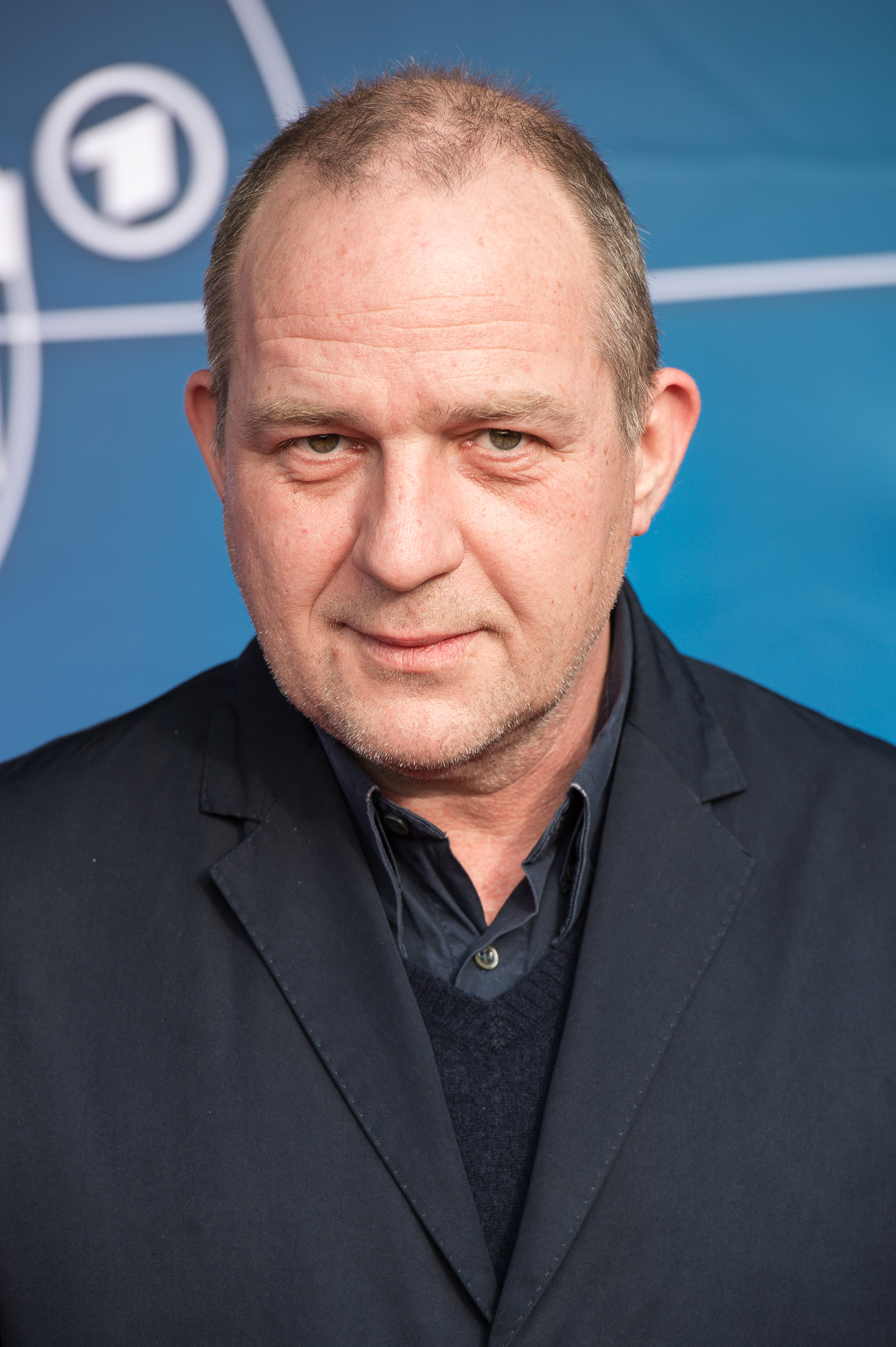
Uwe Preuss spielt Hausmeister Fritz „Pflaster“ Krug
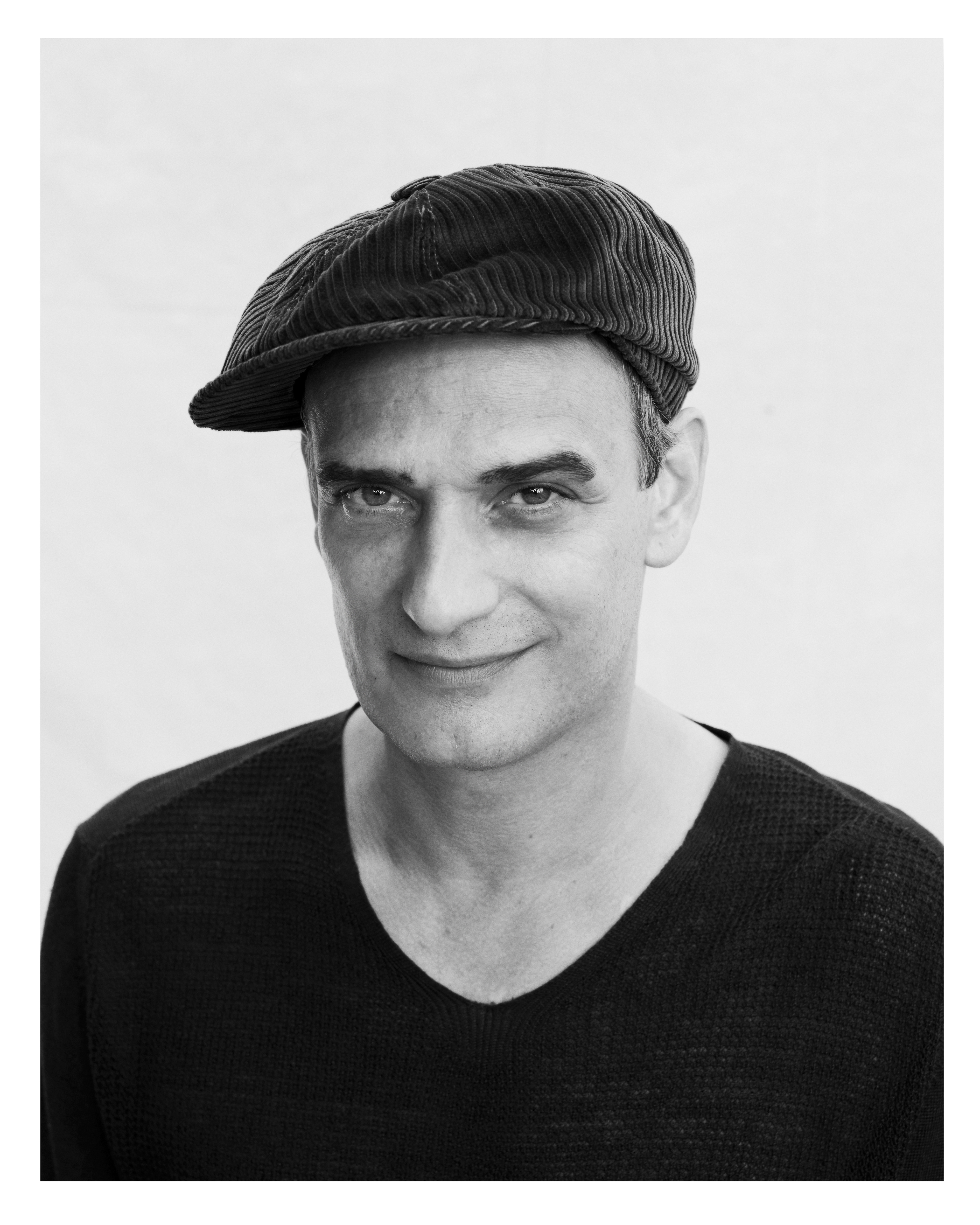
Anatole Taubman spielt Mitja Rapoport
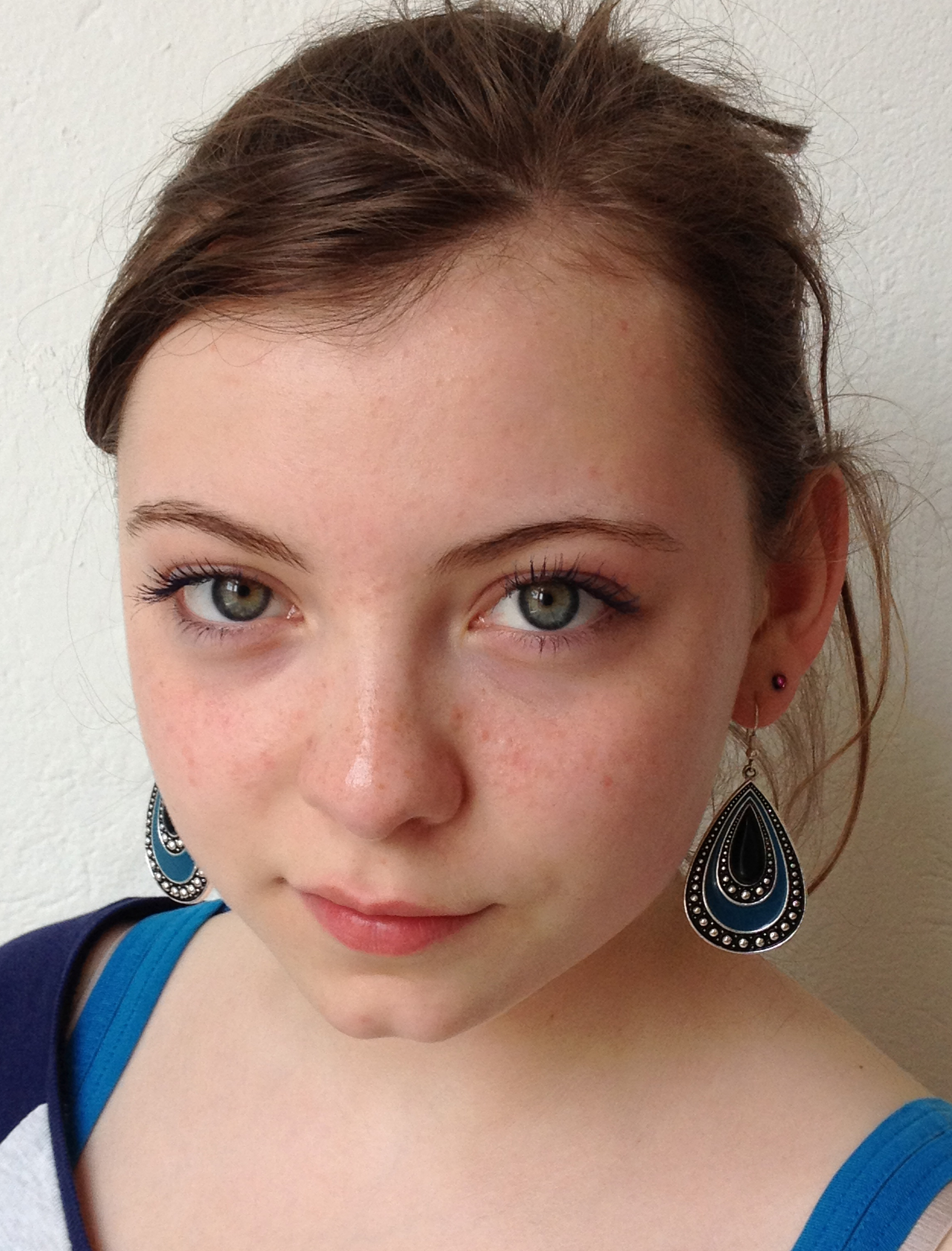
Amber Bongard spielt Schwester Petra

| Schauspieler         | Rolle                  |
| -------------------- | ---------------------- |
| Nina Gummich         | Ella Wendt             |
| Nina Kunzendorf      | Ingeborg Rapoport      |
| Philipp Hochmair     | Otto Prokop            |
| Uwe Ochsenknecht     | Helmut Kraatz          |
| Max Wagner           | Alexander Nowack       |
| Franz Hartwig        | Curt Bruncken          |
| Patricia Meeden      | Schwester Ariana       |
| Amber Bongard        | Schwester Petra        |
| Hildegard Schroedter | Oberschwester Gerda    |
| Uwe Preuss           | Hausmeister Fritz Krug |
| Thimo Meitner        | Assistent Wittenberg   |
| Anatole Taubman      | Mitja Rapoport         |
| Nicholas Reinke      | Parteisekretär Lehmann |
| Peter Miklusz        | Hajo Brennscheidt      |
| Christian Beermann   | Hauptmann Hertweck     |

### Staffel 4

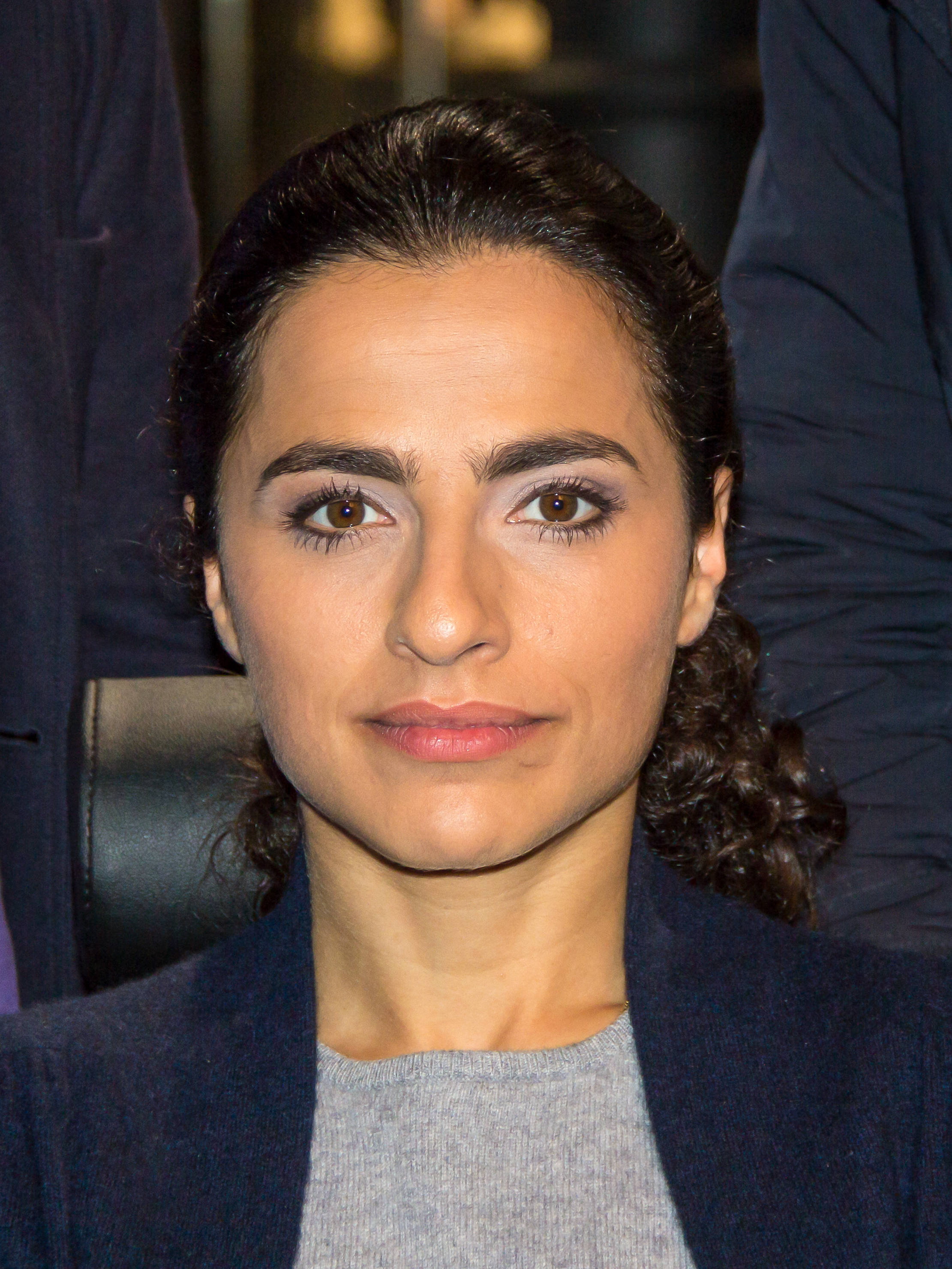
Sesede Terziyan spielt Dr. Maral Safadi
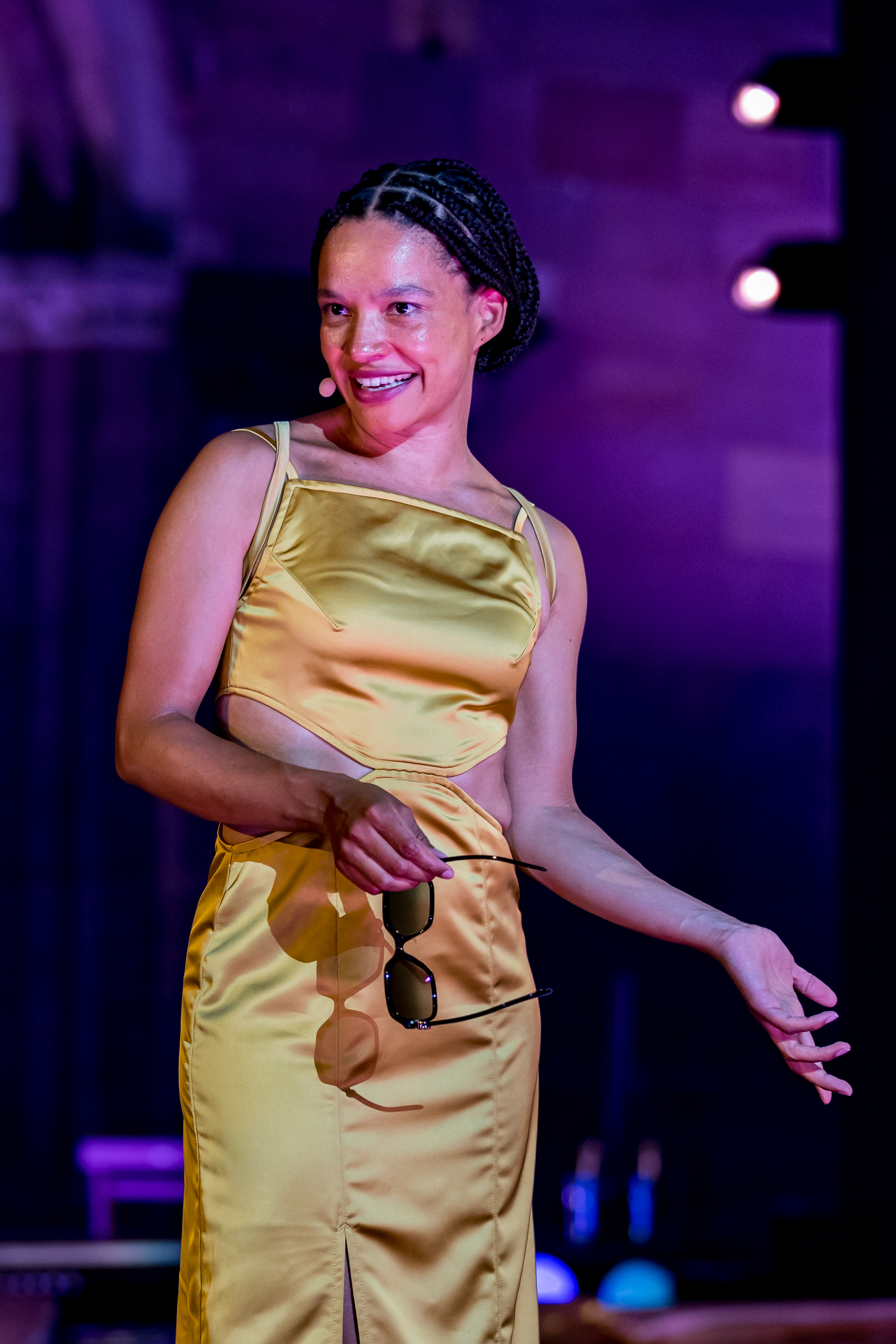
Gina Haller spielt Marlene Hirt
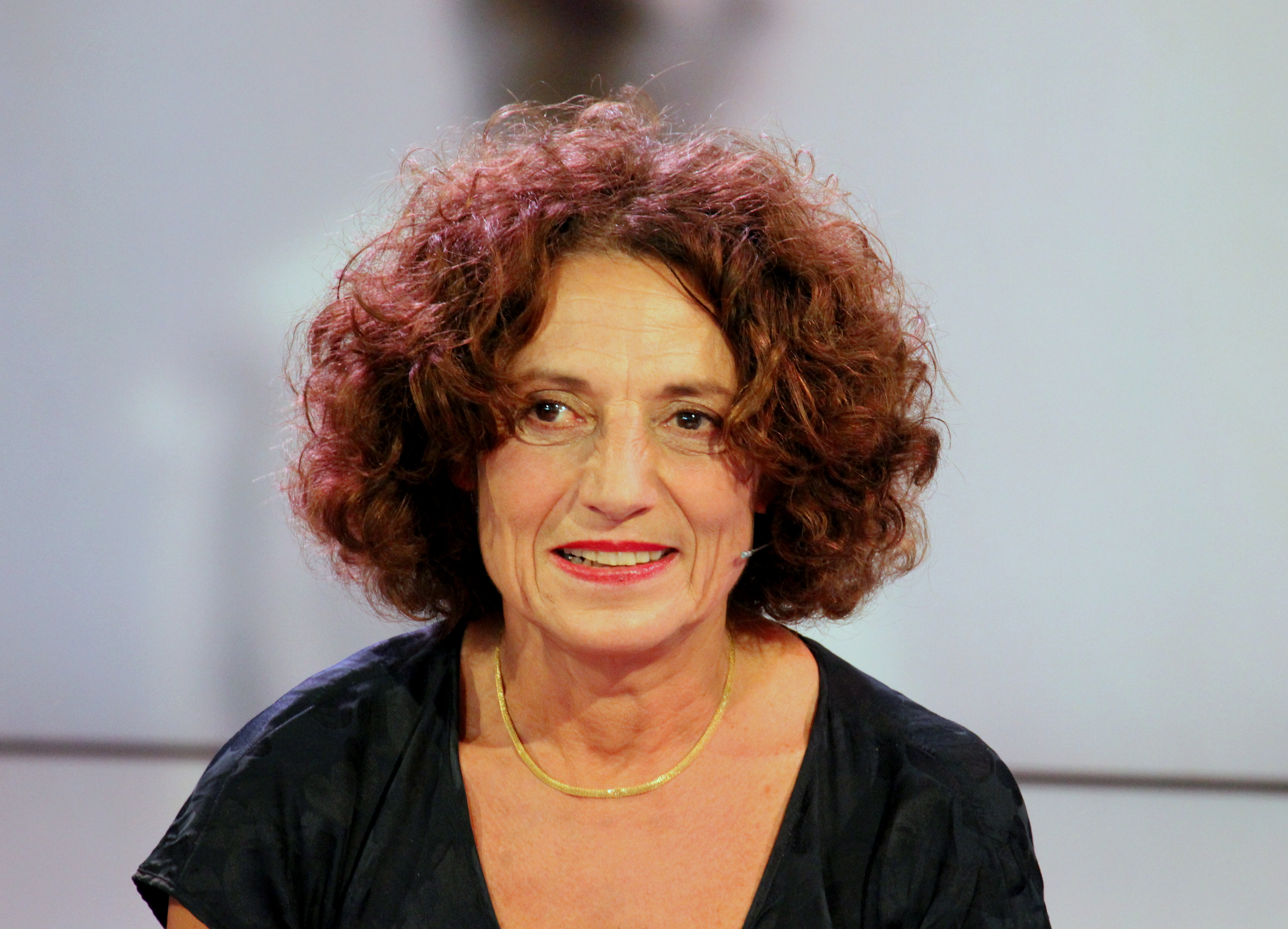
Adriana Altaras spielt Dr. Seda Safadi
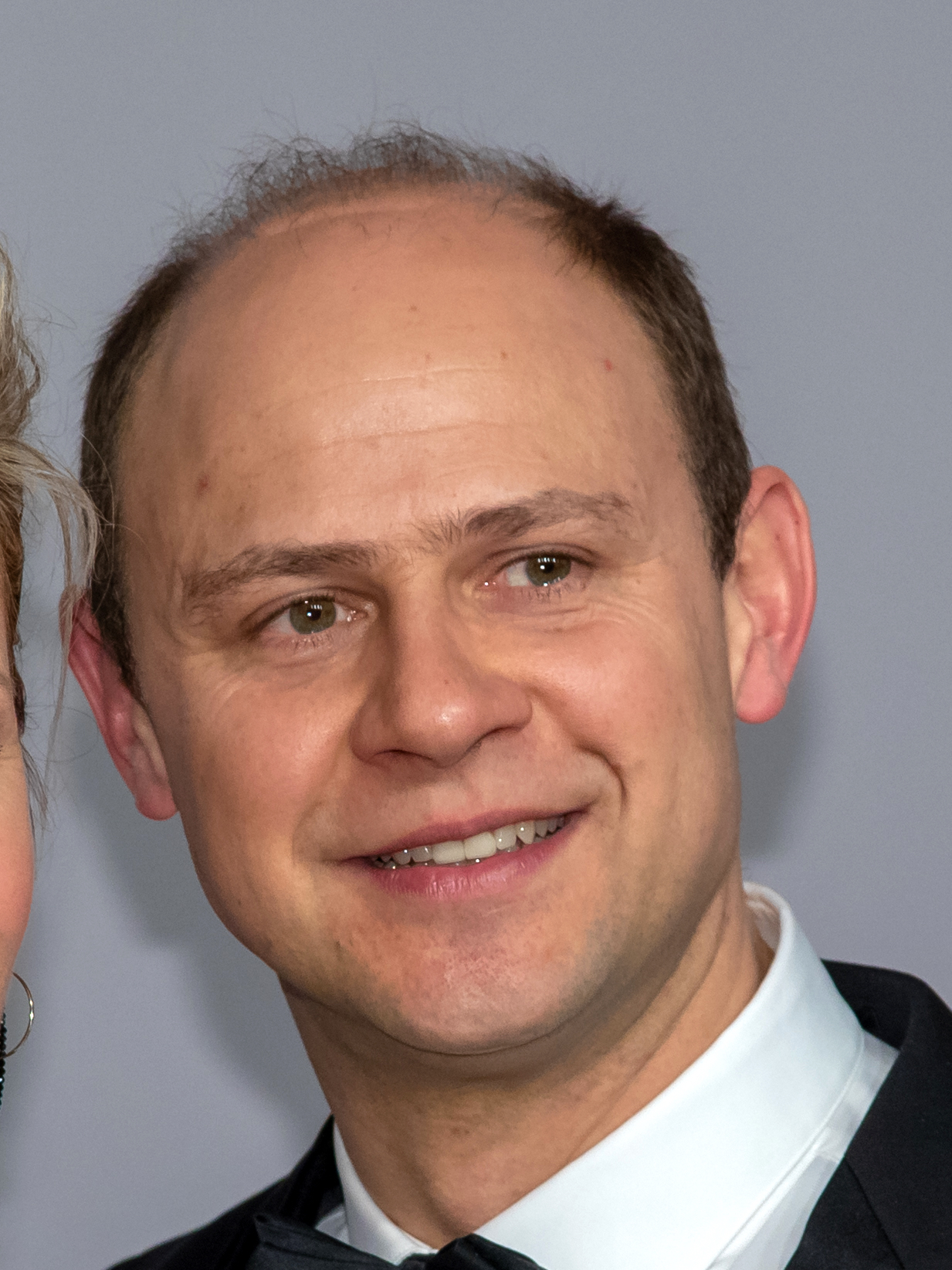
Moritz Führmann spielt Dr. Dylan van Boeken
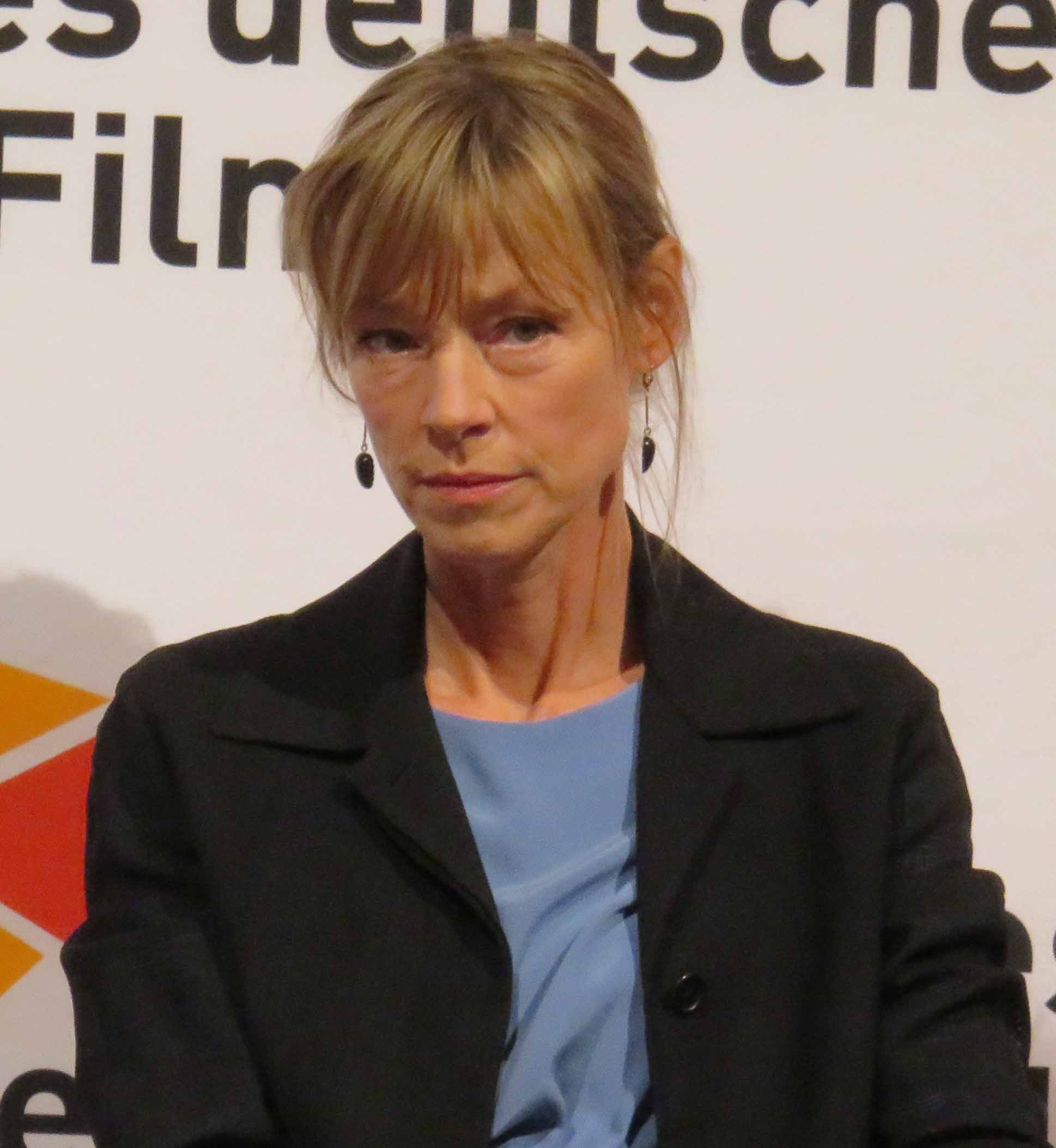
Jenny Schily spielt Emilia Bonetti

| Schauspieler        | Rolle                 |
| ------------------- | --------------------- |
| Sesede Terziyan     | Dr. Maral Safadi      |
| Angelina Häntsch    | Dr. Julia Kowalczyk   |
| Gina Haller         | Marlene Hirt          |
| Timur Işık          | Dr. Ferhat Williamson |
| Adriana Altaras     | Dr. Seda Safadi       |
| Moritz Führmann     | Dr. Dylan van Boeken  |
| Joshua Seelenbinder | Lou Melnik            |
| Jenny Schily        | Emilia Bonetti        |

## Rezeption

### Einschaltquoten

#### Staffel 1
Die Erstausstrahlung des ersten und zweiten Teils von Charité am 21. März 2017 wurde in Deutschland von 8,32 Millionen Zuschauern gesehen und erreichte einen Marktanteil von 25,5 % für Das Erste. Das war der erfolgreichste Serien-Neustart seit über 25 Jahren.
| Datum         | Folge                           | Zuschauer      | Zuschauer   |
| Datum         | Folge                           | Reichweite     | Marktanteil |
| ------------- | ------------------------------- | -------------- | ----------- |
| 21. März 2017 | Barmherzigkeit und Kaiserwetter | 8,32 Millionen | 25,5 %      |
| 28. März 2017 | Das Licht der Welt              | 7,68 Millionen | 24,8 %      |
| 4. Apr. 2017  | Wundermittel                    | 6,82 Millionen | 21,6 %      |
| 11. Apr. 2017 | Götterdämmerung                 | 6,62 Millionen | 20,8 %      |
| 18. Apr. 2017 | Zeitenwende                     | 6,60 Millionen | 20,4 %      |

Im April 2018 sicherte sich der Online-Stream-Dienst Netflix die Ausstrahlungsrechte. Die Serie ist seitdem in Deutschland, Österreich und der Schweiz, in den englischsprachigen Ländern USA, Kanada und Großbritannien sowie in den Benelux-Staaten, in Skandinavien und Osteuropa Teil des Netflix-Angebots.

#### Staffel 2
| Datum         | Folge                           | Zuschauer      | Zuschauer   |
| Datum         | Folge                           | Reichweite     | Marktanteil |
| ------------- | ------------------------------- | -------------- | ----------- |
| 19. Feb. 2019 | Heimatschuss und Schwere Geburt | 5,38 Millionen | 17,2 %      |
| 26. Feb. 2019 | Letzte Hoffnung                 | 4,77 Millionen | 15,3 %      |
| 5. März 2019  | Verschüttet                     | 4,46 Millionen | 14,1 %      |
| 12. März 2019 | Im Untergrund                   | 4,72 Millionen | 14,7 %      |
| 19. März 2019 | Stunde Null                     | 5,11 Millionen | 16,3 %      |

Die im Anschluss an die ersten beiden Folgen gezeigte Dokumentation „Die Charité – Medizin unterm Hakenkreuz“ von Dagmar Wittmers wurde von 3,82 Millionen Zuschauern gesehen, was einem Marktanteil von 14,4 % entsprach. Alle Folgen der ersten und zweiten Staffel sind in der ARD-Mediathek verfügbar. Dort verzeichnete die Serie (Stand: 23. Februar 2019) bisher 2,2 Millionen Abrufe.

#### Staffel 3
| Datum         | Folge                         | Zuschauer               | Zuschauer         |
| Datum         | Folge                         | Reichweite              | Marktanteil       |
| ------------- | ----------------------------- | ----------------------- | ----------------- |
| 12. Jan. 2021 | Eiserne Lunge und Blutsauger  | 5,84 und 5,75 Millionen | 17,2 % und 17,6 % |
| 19. Jan. 2021 | Grenzwerte und Atemstillstand | 4,94 und 5,03 Millionen | 14,1 % und 15,2 % |
| 26. Jan. 2021 | Sepsis und Herzflimmern       | 5,24 und 5,38 Millionen | 15,6 % und 16,9 % |

Die im Anschluss an die ersten beiden Folgen gezeigte Dokumentation „Die Charité – Ein Krankenhaus im Kalten Krieg“ von Dagmar Wittmers wurde von 4,28 Millionen Zuschauern gesehen, was einem Marktanteil von 15,5 % entsprach.

#### Staffel 4
| Datum         | Folge                  | Zuschauer               | Zuschauer        |
| Datum         | Folge                  | Reichweite              | Marktanteil      |
| ------------- | ---------------------- | ----------------------- | ---------------- |
| 9. Apr. 2024  | Ankunft und Trauma     | 2,59 und 2,13 Millionen | 10,5 % und 9,2 % |
| 10. Apr. 2024 | Hoffnung und Mut       | 1,92 und 1,69 Millionen | 8,4 % und 7,4 %  |
| 11. Apr. 2024 | Heilung und Zuversicht | 1,49 und 1,32 Millionen | 6,2 % und 5,4 %  |

### Kritiken

#### Staffel 1
Karl Max Einhäupl, Vorstandsvorsitzender der Berliner Charité, lobte die Umsetzung des Filmprojekts:

„Ich bin begeistert von der großartigen Zusammenarbeit und dem überzeugenden Ergebnis dieses außergewöhnlichen Filmprojekts. […] Die Charité ist stolz, dass diese medizinhistorisch bedeutenden Ereignisse nun filmisch aufgearbeitet und einem breiten Publikum nähergebracht werden.“

Der Arzt, Historiker, Wissenschaftsjournalist und Sachbuchautor Werner Bartens sieht das Ergebnis kritischer:

„Dieses aufwendige Fernsehspektakel ist heillos überfrachtet. […] Burschenherrlichkeit, Frauenstudium, lesbische Liebe und Zilles ‚Milljöh‘ werden […] mitverhandelt. Man würde sich nicht wundern, wenn per Zeitreise Mauerfall, Kreuzberger Krawalle zum 1. Mai und die Mütter vom Prenzlauer Berg auch einen Kurzauftritt hätten. Hier wird schlicht zu viel des Guten in sechs Folgen gepackt. Übertherapie heißt das in der Medizin und den meisten Patienten bekommt das gar nicht gut.“

Auch Arno Frank von Spiegel Online sieht die Serie kritisch:

„Selbst der Tod aber bleibt ein erzählerischer Mitnahmeeffekt, richtig dramatisch wird es nie. Allzu viele Handlungsstränge wollen verfolgt und miteinander verflochten werden. […] Der Wille zum großen und akkuraten Sittengemälde bleibt spürbar, verstimmt aber auf Dauer. Was nicht heißt, dass die Konzentration auf eine Liebesgeschichte und einen Krankheitsüberträger dem Projekt gutgetan hätte. Vielleicht haben sich einfach die Sehgewohnheiten verschoben. Das Heil läge dann nicht in der Beschränkung, sondern in der Erweiterung und Entzerrung. ‚Charité‘ nicht als Sechsteiler im Fernsehen, sondern über zwölf Episoden auf einem Streaming-Dienst – das wär’s.“

Carolin Ströbele von Zeit Online lobte:

„Die Serie zeigt die Hin- und Hergeworfenheit der Helden in einer Zeit, in der auf der einen Seite bahnbrechende Erfindungen wie die Elektrizität und das Telefon das Leben revolutionieren, auf der anderen Seite aber blinde Kaisertreue und eine fast schon mittelalterliche Schicksalsergebenheit herrschen. […] Trotz Reifrockgeraschel und Hufgeklapper ist Charité in seinen guten Momenten das, was man unter dem Bildungs- und Unterhaltungsauftrag der Öffentlich-Rechtlichen verstehen kann: dem Zuschauer einen spannenden Topos wissenschaftlich fundiert und fiktional ausgestaltet nahezubringen.“

Rainer Tittelbach bewertete die Serie auf Tittelbach.tv positiv:

„Die sechs 50-Minüter sind prall gefüllt mit realen Biographien, mit Geschichten aus der medizinischen Forschung und der Krankenpflege, es geht um Gefühle, Liebe, geheime Leidenschaften, um Machtkämpfe, mangelnde Anerkennung, um eine völlig unzureichende Patientenversorgung, um autoritäre Strukturen, strenge Sitten. Die thematisch hoch interessante Serie von Sönke Wortmann nach den Büchern von Dorothee Schön & Sabine Thor-Wiedemann gibt ein umfassendes Bild vom Leben im Kaiserreich. Dass der Serie der magische Sog fehlt, ist kein Wunder bei der viel zu knapp bemessenen Sendezeit für dieses komplexe Projekt. So müssen die Figuren in ihrem narrativen Korsett verharren und dürfen zu wenig Eigen-Sinn entwickeln. „Charité“ ist ernsthaft, setzt mehr auf historische Fakten als auf Fiction. Format und Machart sind dem Sendeplatz & den Sehgewohnheiten des öffentlich-rechtlichen Publikums geschuldet.“

#### Staffel 2
Der Filmdienst schrieb:

„Der Serie gelingt es stimmig, mittels des umfangreichen Personals der Serie ein facettenreiches Zeitbild zu entwerfen und die ethischen Konfliktlinien sichtbar zu machen.“

Preis der Deutschen Akademie für Fernsehen 2017
- Maskenbild in Charité I: Jeanette Latzelsberger, Gregor Eckstein und Iris Peleira[39]

Bambi 2017
- Beste Schauspielerin National: Alicia von Rittberg[40] in Charité I

Deutscher Fernsehpreis 2018
- Nominierung für Charité I als Beste Dramaserie
- Nominierung für Charité I Beste Ausstattung: Bernd Lepel[41]

Romyverleihung 2018
- Auszeichnung für Charité I in der Kategorie „Bester Produzent TV-Film“[42]

Jupiter Award 2020
- Auszeichnung für Charité II in der Kategorie „Beste TV-Serie National“

Deutscher Hörfilmpreis 2020
- Nominierung von Charité II in der Kategorie „TV“[43]

International Emmy Award 2020
- Nominierung von Charité II in der Kategorie „Best Drama Series“[44]

Venice TV Award 2020
- Nominierung von Charité II in der Kategorie „Best TV Series“[45]

## Soundtrack
Der Soundtrack zur 1. Staffel stammt von Martin Lingnau und Ingmar Süberkrüb.
1. Charité Thema 1:02
2. Barmherzigkeit 1:49
3. Zwei Schwestern 2:32
4. Alltag 2:01
5. Kaiserwetter 7:41
6. Der Brief 1:10
7. Bakterien 1:32
8. Hedwig und Koch 2:23
9. Forschung 1:08
10. Ehrlich 1:40
11. Geheimnisse 1:22
12. Das Licht der Welt 1:39
13. Sir Arthur 2:11
14. Götterdämmerung 1:24
15. Morphium 1:53
16. Das Experiment 1:48
17. Hedda 2:43
18. Ida und Georg 2:28
19. Die Séance 2:25
20. Intrigen 1:55
21. Wundermittel 2:11
22. Die Beerdigung 1:17
23. Zeitwende 4:33